# Historia LGBT en Chile

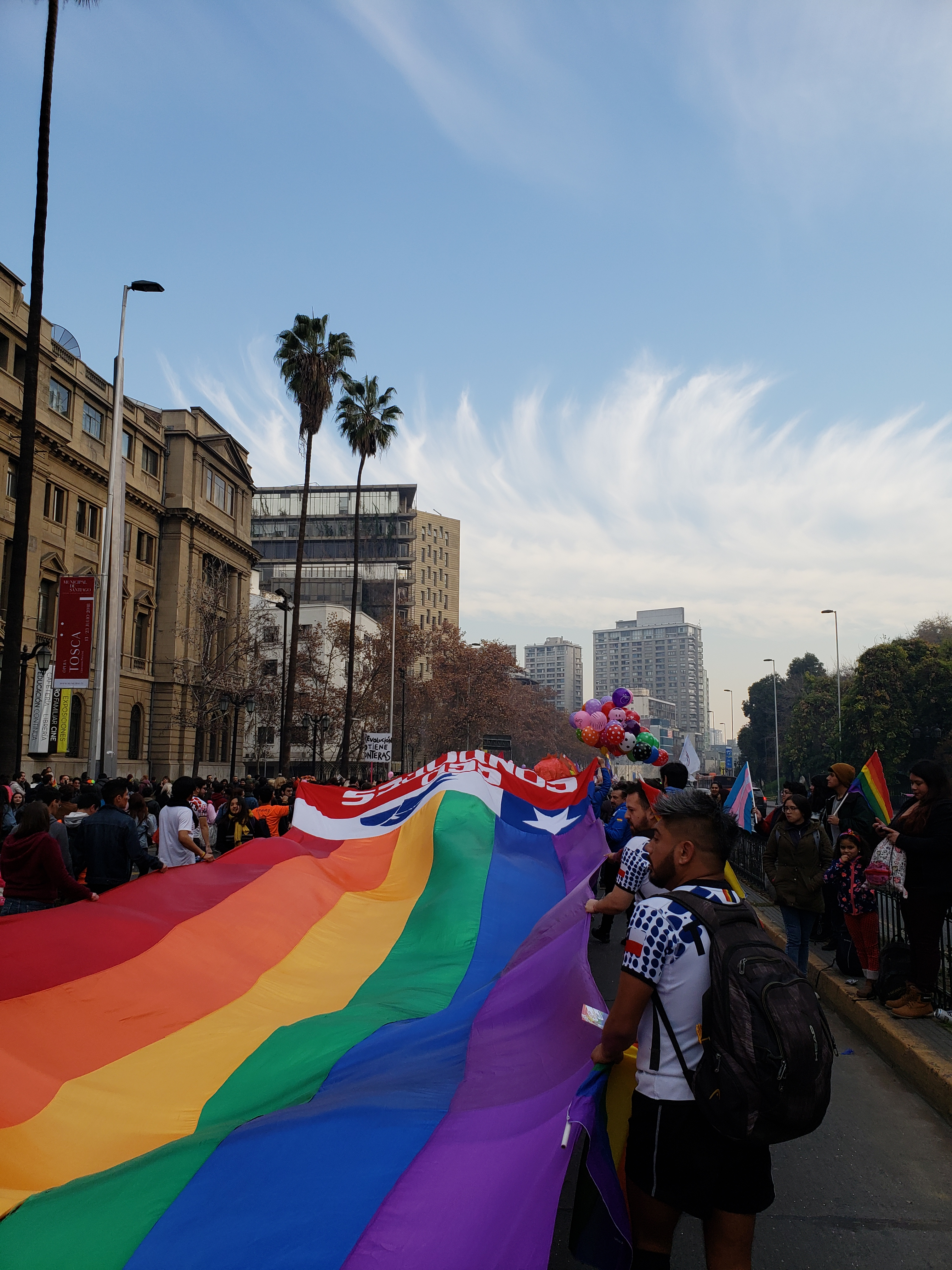
Vista de la Marcha del Orgullo LGBT de Santiago de Chile de 2018.

La historia de las personas lesbianas, gais, bisexuales y transgénero (LGBT) en Chile tiene sus más antiguas manifestaciones en el período precolombino. Por muchos años, temas como la homosexualidad, la transexualidad o la intersexualidad fueron históricamente temas tabú dentro de la sociedad chilena, y las personas de las diversidades sexuales sufrieron de rechazo y discriminación dentro de una sociedad fuertemente conservadora. Sin embargo, en los últimos años, se ha percibido un cambio considerable en la opinión pública chilena, donde se ha detectado un creciente y mayoritario apoyo al reconocimiento de los derechos de las personas lesbianas, gais, bisexuales y transgénero (LGBT), siendo uno de los países con mayor nivel de aceptación y tolerancia en  América.
Durante gran parte de la historia chilena, la homosexualidad se mantuvo oculta al estar legalmente prohibida, pero sin procedimientos específicos destinados a su represión de forma masiva. La principal excepción fue la persecución de homosexuales durante el primer gobierno de Carlos Ibáñez del Campo y la promulgación de la «Ley de Estados Antisociales» de 1954 que afectaba específicamente a vagabundos, mendigos, locos y homosexuales.
Desde la transición a la democracia en 1990, el activismo LGBT chileno ha logrado, a través de una mayor organización y visibilización, que la clase política haya respondido paulatinamente a sus demandas. La mayor parte de las disposiciones que penalizaban la sodomía fueron derogadas en 1999, siendo el penúltimo país restante de América del Sur en hacerlo.
En 2012, entró en vigencia la Ley que establece medidas contra la discriminación (conocida como «Ley Zamudio»), que incluye como categorías protegidas la orientación sexual, la identidad de género y, a partir de 2019, la expresión de género. Las Fuerzas Armadas de Chile derogaron todas las normas internas que impedían a homosexuales ingresar al Ejército, adecuando las prácticas y reglamentos de la institución a la legislación vigente, permitiendo desde entonces servir abiertamente a gais, lesbianas, bisexuales y personas transgénero.
En 2015, entró en vigencia la ley que crea el Acuerdo de Unión Civil, que constituye la primera norma legal que otorga un reconocimiento expreso a parejas del mismo sexo dentro del Derecho chileno, permitiéndoles a quienes contraigan dicha unión ser consideradas explícitamente como «familias».
La Ley de identidad de género, vigente a partir de 2019, reconoce el derecho a la identidad de género autopercibida, permitiendo a mayores de 14 años el cambio de nombre y sexo en los documentos sin requisitos prohibitivos. Desde 1974, el cambio de sexo registral ha sido posible en el país mediante un proceso judicial, incluyendo a menores de edad.
En el año 2022 fue derogado el Artículo 365 del Código penal que establecía una diferenciación en la edad de consentimiento sexual, de 18 años para hombres homosexuales y de 14 años para heterosexuales y lesbianas. En consecuencia, actualmente la edad de consentimiento sexual es a partir de los 14 años independiente de la orientación sexual.

## Culturas precolombinas y época colonial

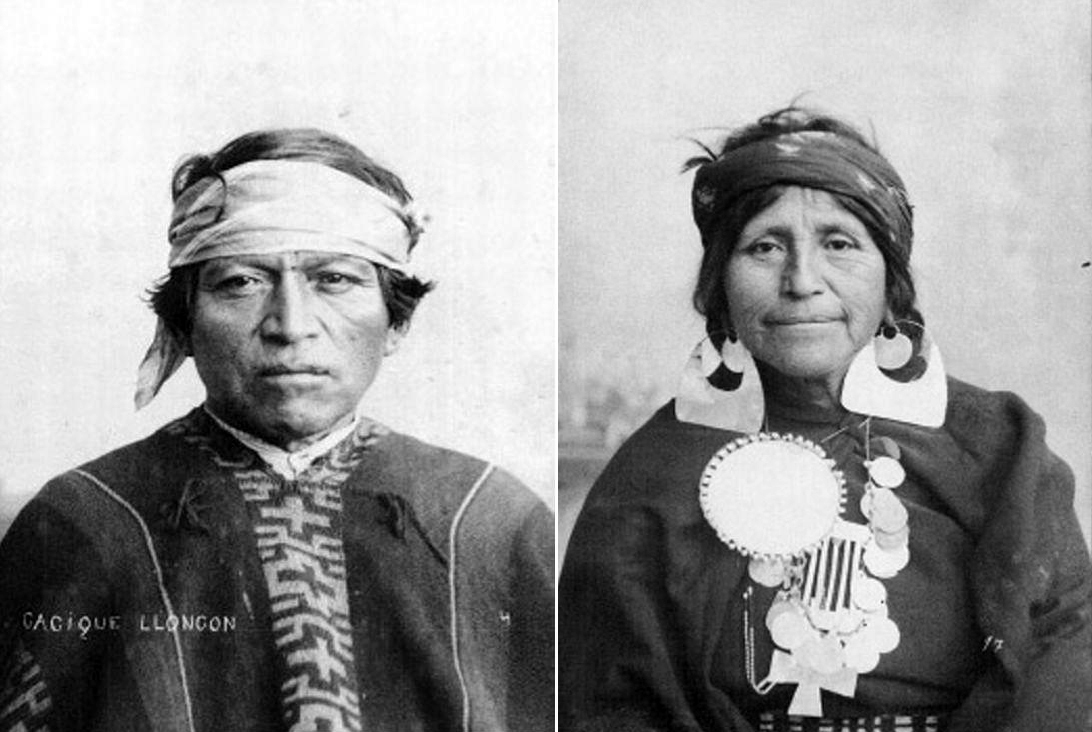
Respecto de la homosexualidad en la cultura mapuche, historiadores plantean que eran aceptados en la comunidad como una persona con dos almas o dos presencias no materiales en su corporalidad.

Durante la época precolombina, la homosexualidad era un concepto considerado de diversas maneras por los distintos pueblos indígenas que habitaban el territorio. Para los mapuches, la sexualidad era igualitaria entre hombres y mujeres, por lo que un hombre afeminado no perdía ningún privilegio, poder o estatus, simplemente porque ser hombre no era distinto de ser mujer. Los machis antiguamente eran en su mayoría hombres, adornados y vestidos con elementos de características femeninas, puesto que el poder espiritual estaba asociado a dicho género. Según algunos investigadores, los machis weye, como eran denominados en mapudungun, practicaban la pederastia de forma pasiva, siendo acompañados por jóvenes que actuaban como si fueran sus maridos. En tanto, otros consideran que la idea de que los machis eran homosexuales o pederastas surgió cuando los conquistadores españoles llegaron a Chile e intentaron comprender las actitudes de los machis desde su perspectiva completamente diferente a la mapuche.
El Imperio inca, que dominó la mitad norte de Chile, tenía a la homosexualidad asociada a conceptos de carácter religioso y sagrado, siendo practicada normalmente —incluso, las relaciones lésbicas eran bien vistas—; sin embargo, otras fuentes señalan castigos en contra de los homosexuales. En el extremo sur del país, el pueblo aónikenk toleraba la homosexualidad, reservando para dichas personas actividades como el chamanismo; por otro lado, en el pueblo selk'nam la homosexualidad masculina escapaba del orden social, lo cual queda retratado en un relato tradicional conocida como «la historia de Kokat», en el que dos hombres se conocen y se convierten en una pareja heterosexual, con uno de ellos convirtiéndose en mujer y engendrando un hijo. En el pueblo rapanui, ubicado en la isla homónima en el Pacífico Sur, se ha descrito que las relaciones sexuales lésbicas eran toleradas y aceptadas, además de utilizarse el término ai-kauha —que significaría «coito por el ano»— para referirse a las relaciones homosexuales masculinas, y se ha señalado la presencia de los mahu, que hacía referencia a hombres jóvenes que realizaban actividades asignadas habitualmente al género femenino, y que a partir de la segunda mitad del siglo xx también eran referidos por otros rapanui como hiku («cola»).
Con la Conquista de Chile por parte del Imperio español desde 1541 y la instauración del régimen colonial, la homosexualidad quedó prohibida y sancionada al igual que en la metrópolis, siguiendo los preceptos de la Iglesia católica. A pesar de ello, no era la Inquisición la encargada de sus castigos, sino los tribunales reales y el obispado. El 25 de mayo de 1598 ocurrió una de las primeras acusaciones de «pecado nefando» (denominación que recibía la sodomía) en Chile, cuando el sacerdote Martín Moreno de Velasco es denunciado, tras lo cual huyó con rumbo desconocido, sospechándose que partió hacia el río de la Plata o a Perú.

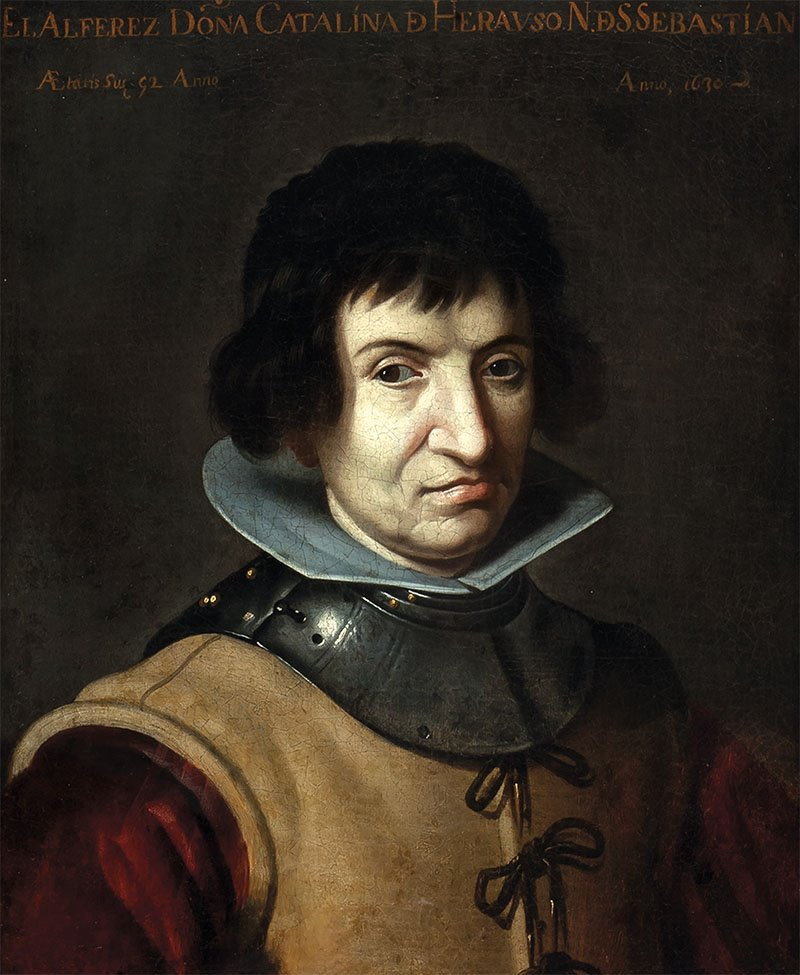
Catalina de Erauso se travestía como hombre para luchar en la Guerra de Arauco, siendo conocida como «la monja alférez».

La alta presencia de hombres en la Capitanía General de Chile producto del conflicto armado con los mapuches y la mayor permisividad sexual otorgada relativo a la metrópolis fomentaban las relaciones sexuales entre hombres, que una vez descubiertas eran castigadas severamente. Hacia 1612, tras sus expediciones durante la Guerra de Arauco, el gobernador Juan de la Jaraquemada recorrió los fuertes existentes y juzgó a diversos implicados en acusaciones de sodomía y traición, condenando a la hoguera a trece soldados en el fuerte de Paicaví y seis en el de Angol.

Otra enfermedad más pestilente dio a algunos españole sen Paicabi, y due del alma, porque se hallaron tenidos de un sodomítico contagio, quemaron los trece y perdonose el uno por no ser tan culpado, cosa tan lastimosa y que puede servir de escarmiento a los que son tocados...
Diego de Rosales, Historia general del Reino de Chile, Flandes Indiano. Libro V, capítulo 48.

El influjo de la moral cristiana afectó también a las culturas indígenas: los machis fueron reemplazados en su mayoría por mujeres, e incluso Claudio Gay describiría siglos más tarde que los «indios de Chile», pese a su belicosidad, solo practicaban la pena de muerte para los culpables de «sodomía y hechicería». Los sacerdotes eran los encargados de enseñar y guiar a los habitantes alejados del pecado, especialmente a través de la confesión, el cual contenía un extenso cuestionario que incluía preguntas respecto a la sodomía (incluyendo bajo ese término otros términos como bestialismo, necrofilia y sexo anal); esto muchas veces tenía el efecto contrario y se convertía en una instancia para que los mismos sacerdotes realizaran prácticas prohibidas con los confesados. La práctica del llamado «pecado nefando» por parte de sacerdotes, tanto con feligreses como con pares, fue ampliamente documentada por diversas confesiones ante inquisidores, usualmente obtenidas tras aplicar torturas.
Dentro de la época colonial destaca la historia de Catalina de Erauso, una joven española que se travestía para luchar en la Guerra de Arauco. Tras haber sido expulsada de un convento en San Sebastián, Catalina se embarcó al Nuevo Mundo como hombre para luchar contra las huestes mapuches en 1619. Por su valentía, fue condecorada con el grado de alférez, sin que nadie dudara de su sexualidad masculina. En 1623 confesó su verdadero género y, al comprobarse que era virgen, se la envió a España, siendo entrevistada por el rey Felipe IV de España y el papa Urbano VIII, quienes le permitieron ser tratada como hombre.
El 14 de octubre de 1673 Juan de León Escobar, oídor de la Real Audiencia de Santiago, fue acusado de mantener relaciones homosexuales con distintos hombres, entre ellos mulatos e indígenas, siendo condenado a 13 años de cárcel en Lima y convirtiéndose en la autoridad de mayor rango en la época que fue condenada por el delito de sodomía en la Capitanía General de Chile. Durante el siglo XVIII continuaron los juicios por sodomía en base a suposiciones o actitudes específicas de los acusados: el 9 de diciembre de 1793 fue juzgado en la localidad de Tarapacá el cocinero y sastre Gabino Carrión, proveniente de Piura, en el cual si bien no se estableció la existencia de actos sexuales con otros hombres, se le castigó con 25 azotes y el destierro de la zona por sus insinuaciones y expresiones hacia algunos clientes.

## Inicios del Chile independiente

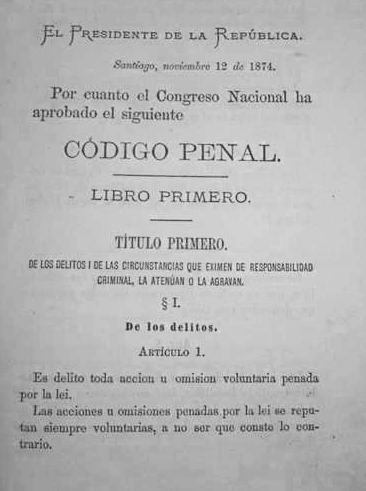
Art. 365 del Código Penal: El procesado por el delito de sodomía sufrirá la pena de presidio menor en su grado medio.

Pese a alcanzar su independencia a principios del siglo XIX, la relevancia de las concepciones morales de la época colonial se mantuvieron prácticamente invariables en Chile, incluyendo el rechazo hacia la homosexualidad. Sin embargo, la concepción tras este rechazo a la diversidad sexual cambió a medida que se establecían las ideas que darían cuerpo a la nueva nación. Como forma de marcar una diferencia con el pasado colonial, el país recién constituido comenzó un proceso de modernización ideológica, pasando de una visión de carácter eminentemente religiosa a una de carácter científica. La homosexualidad, antes considerada como pecado, pasó a ser considerada una enfermedad. A esta visión se sumó la idealización de los roles de hombres y mujeres en la sociedad, donde la virilidad se constituía como una virtud masculina que atravesaba y unificaba a las diversas clases sociales, mientras que las conductas homosexuales o afeminadas atentaban contra dicho principio.
En 1846 se registraba la última condena de muerte en la hoguera por un caso de sodomía, dictada en contra del bodegonero José Antonio Espinoza, la cual finalmente no se llevó a cabo. Dos años después, un fiscal de Copiapó solicitó dicha condena para Juan Salinas por el mismo delito, sin embargo fue rechazado por la corte.
Las conductas homosexuales fueron tipificadas como crimen bajo el término inespecífico de «sodomía», nunca definida en el texto legal pero entendida por los penalistas, en general, como penetración anal, sin distinguir entre violación, pedofilia o relaciones consentidas. Esta tipificación fue incluida a través del artículo 365 del Código Penal, vigente desde 1875, que contemplaba una pena de presidio menor en su grado medio (es decir, un rango entre los 541 días y los 3 años de prisión). Durante el siglo XIX, las causas criminales por sodomía aumentaron con respecto a los periodos anteriores y se concentraron principalmente durante el último tercio de dicha centuria. En los juicios incoados por sodomía se realizaban incluso exámenes médicos del ano y del recto de los imputados para poder determinar la veracidad de las acusaciones de sodomía existentes en su contra. La comunidad médica chilena consideraba la homosexualidad como una «aberración» y estaba al tanto de los estudios realizados a nivel internacional sobre el tema, aunque no le prestó gran importancia y la relacionó principalmente con la masturbación.
Dentro de los casos de sodomía durante el siglo XIX, destaca el de dos marineros de la corbeta Esmeralda. En 1873, el guardiamarina segundo Carlos Eledna y el marinero José Mercedes Casanga fueron sorprendidos durmiendo semidesnudos, tras lo que se les acusó de sodomía. Ante los hechos, se realizó un juicio sumario a bordo, siendo parte del jurado el capitán Arturo Prat —quien seis años después sería protagonista del combate naval de Iquique a bordo de la misma nave—. Los acusados fueron condenados a diez años de cárcel y sesenta latigazos en la espalda. Dicho castigo se realizó a bordo de la nave; Casanga no resistió el castigo completo llegando a los cincuenta azotes «antes de desmayarse vomitando hiel por la boca». En este caso, nuevamente el informe médico de los genitales de los acusados fue fundamental para la sentencia.
Otro caso de acusaciones de sodomía en que se vieron involucrados marineros fueron los ocurridos en el puerto de Coquimbo los días 2 y 6 de agosto de 1896, cuando en la primera fecha es detenido Roberto Marín, marinero del crucero acorazado Capitán Prat que fue acusado de intentar tener relaciones homosexuales con una persona borracha, siendo liberado por falta de pruebas. Una situación similar ocurre cuatro días después, cuando son detenidos Roberto Gaete y Emilio Figueroa, también marineros de la nave Capitán Prat, acusados de intentar tener relaciones sexuales en la calle Aldunate frente a la agencia de la Compañía Sud Americana de Vapores; también son liberados por falta de pruebas.
Como parte de la lucha anticlerical que se puso de manifiesto en el país desde mediados del siglo XIX, muchos críticos de la Iglesia Católica en Chile señalaron a esta como un foco de homosexualidad a través de sus seminarios e internados, los cuales también atentaban contra la imagen de virilidad del hombre chileno a causa del encierro y el celibato. Existieron diversos pasquines en el país que hablaban, entre otras cosas, del desarrollo de la homosexualidad al interior de las congregaciones religiosas, entre las que destacaron, por ejemplo, algunas citas de El Padre Padilla.

Las verdaderas causas del incremento del mariconismo entre nosotros son las siguientes: la confesion i los internados, i entre estos, mui principalmente los seminarios, que son semilleros de maricones. Entiéndase que al hablar de confesion, no me refiero a la que hacen las mujeres, porque de ella resultan huachos, i nó maricas. Pero de los internados de monjas, cleriguitos i seglares, salen la mayor parte de los fabricantes de roscas y tortillas. I ello se esplica. Entre cien muchachas, entre las cuales no hai un muchacho ni para remedio, las pobrecillas se dicen: «Con lo que hai nos vamos»; i, a falta de carne, le atracan al pescado. Acabad con todos los internados i acabareis con el mariconismo, I tendreis una nacion de hombres mui hombres…
Juan Rafael Allende, «El mariconismo en Chile». El Padre Padilla, Santiago de Chile, 13 de marzo de 1886

De igual forma que la Iglesia Católica recibía acusaciones de homosexualidad entre sus filas, algunos grupos de ideología marxista hicieron lo mismo con miembros de la burguesía chilena. En otras ocasiones, las acusaciones de sodomía eran utilizadas como pretexto y catalizador para discusiones políticas de diversa índole. En enero de 1905 estalló una acusación de violación de un menor de 11 años por parte de un sacerdote en un exclusivo colegio perteneciente a una congregación católica, lo que pondría en la discusión pública la legitimación de la educación laica y el fin del financiamiento estatal a los colegios religiosos. El sacerdote, en medio del revuelo público, fue condenado a 54 años de presidio, una pena bastante mayor a la que tenían otras situaciones de similares características pero de menor impacto público, con el fin de ser una condena ejemplificadora.
Los juicios por sodomía también servían para recopilar información sobre los lugares de encuentro de homosexuales: en noviembre de 1903 fueron enjuiciados y encarcelados por sodomía Juan Agustín Alcalde Brown, Alberto Leiva y José Pérez. El caso judicial fue uno de los primeros en describir los puntos de encuentro homosexual en el Santiago de la época, mencionando las cantinas de la calle Sama (actual General Mackenna) y el hotel «Europa» en la calle 21 de Mayo. En la década siguiente, Hernán Díaz Arrieta menciona también el cerro Santa Lucía, la estación Mapocho y el centro histórico.

## Diversidad sexual en elsigloXX

### Liberalización en espacios aristocráticos y artísticos

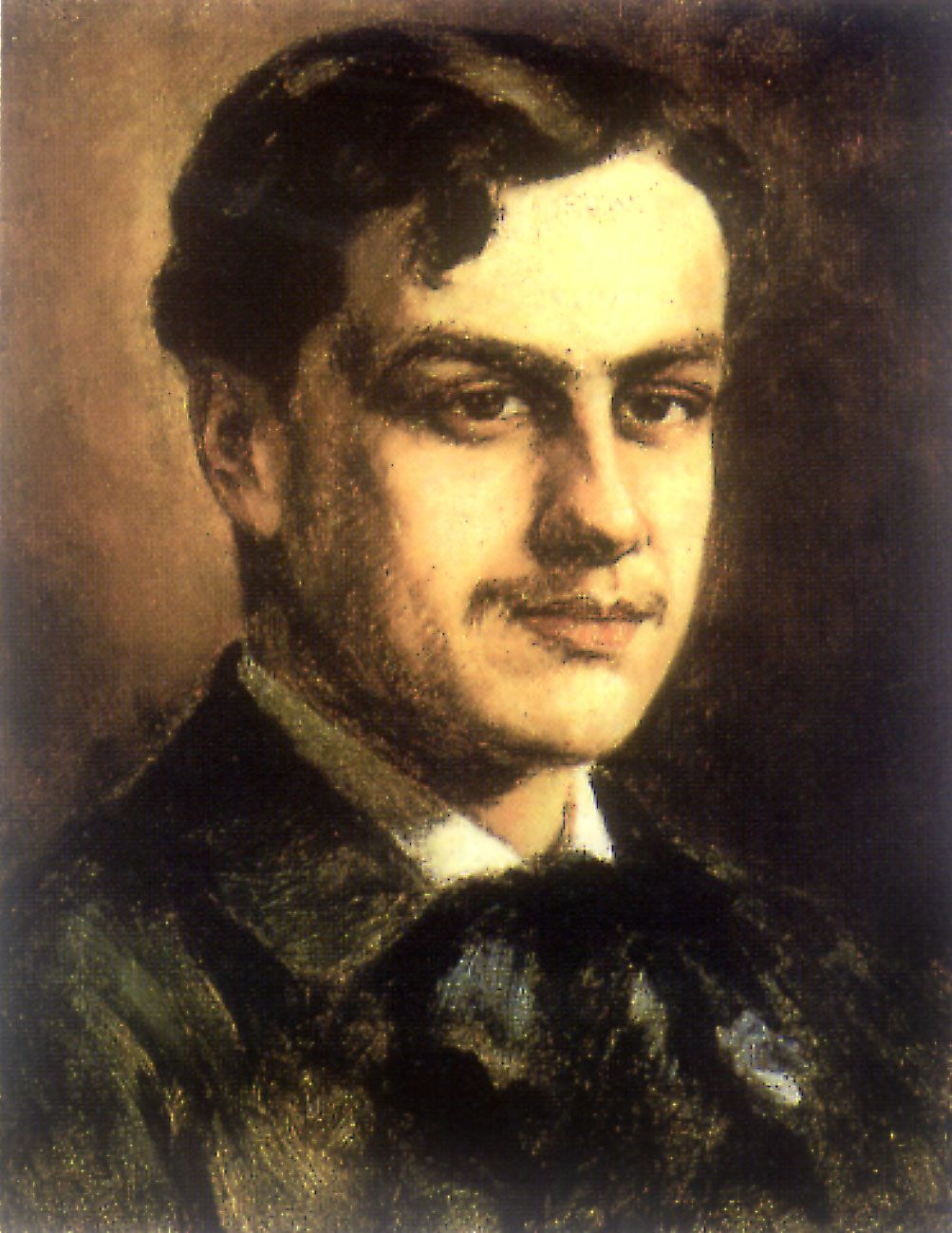
Augusto d'Halmar, primer Premio Nacional de Literatura, escribió Pasión y muerte del cura Deusto, una de las primeras novelas hispanoamericanas de temática homosexual.

A partir de la década de 1920, la homosexualidad comenzó lentamente a ser aceptada en Chile, principalmente por parte de la aristocracia, fruto de los procesos de liberalización que se vivían entonces en Europa, principalmente en París, Londres y Berlín, los principales referentes culturales de la oligarquía. En el mundo aristocrático y en los ambientes culturales asociados, la homosexualidad era tolerada aunque reprimida. Muchos hombres gais se encontraban casados con mujeres, pero mantenían frecuentemente encuentros sexuales con otros hombres de su entorno.

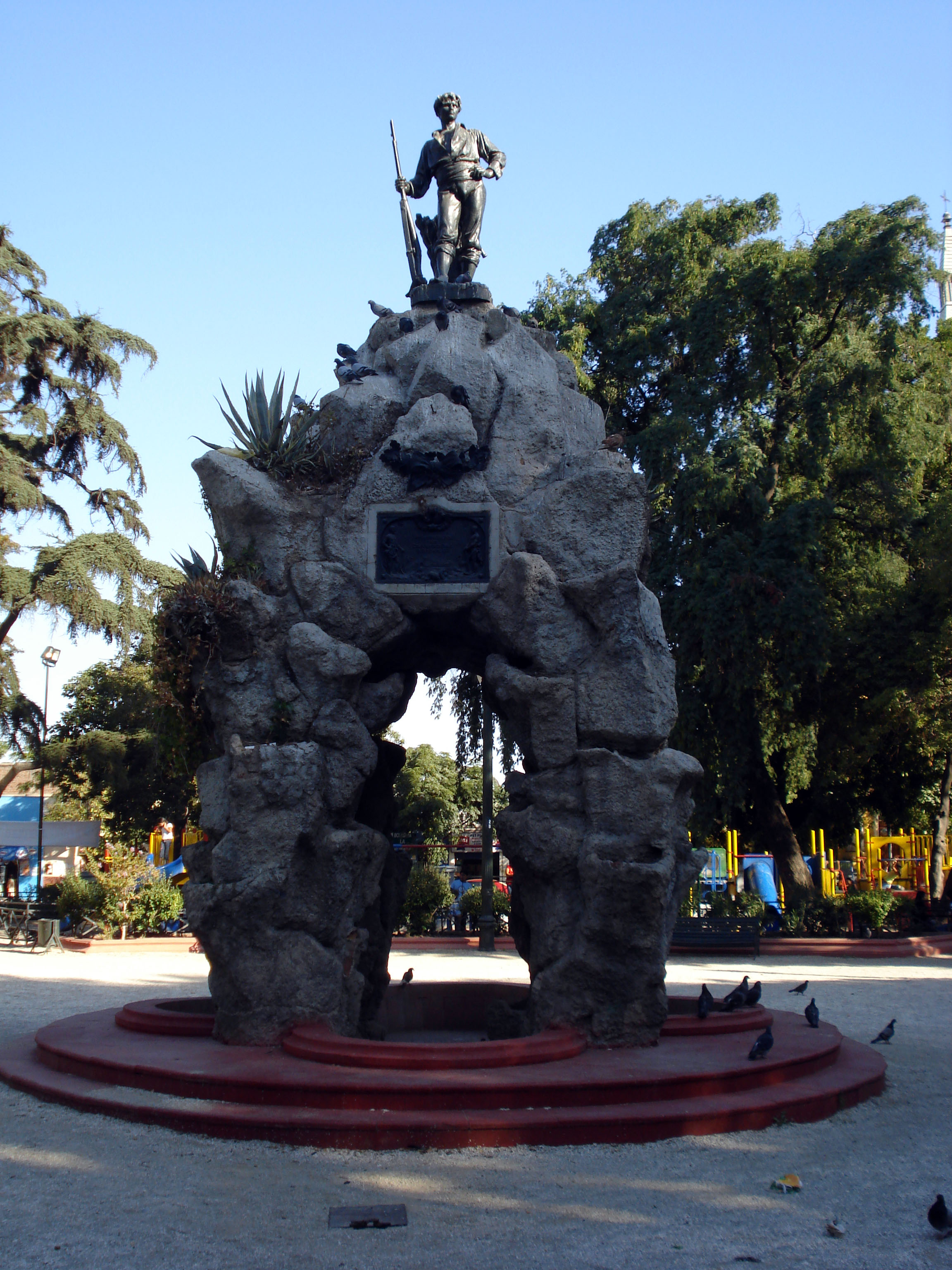
Monumento al Roto Chileno en la Plaza Yungay.

Otra característica de estos aristócratas eran los encuentros sexuales con personas de niveles inferiores en la escala social. Era común que los acaudalados de Valparaíso bajasen al puerto a tener sexo con marineros, mientras que los de Santiago tenían su equivalente en la Plaza Yungay; para los santiaguinos, el Día del roto chileno se llegaba a convertir incluso en una festividad de corte homosexual. A lo largo del país, era habitual entre los pescadores tener sexo con aristócratas, incluso vanagloriándose de aquello como un entretenimiento, sin considerarse atraídos sexualmente por personas de su mismo sexo.
La caleta de Horcón, sin embargo, se convirtió en una imagen emblemática de dichas situaciones, transformándose durante gran parte del siglo XX en un lugar frecuente de encuentro sexual entre homosexuales y pescadores, quienes practicaban usualmente el rol activo. Horcón era una de las localidades más pobres de los alrededores de Valparaíso, y a ella llegó a instalar su residencia veraniega el acaudalado empresario Federico Claude, heredero de Federico Schwager y sus compañías de carbón. Junto a Claude arribaron varios de sus amigos, quienes habitualmente tenían sexo con los pescadores a cambio de beneficios, como alimentos o variados enseres, ejerciendo una suerte de prostitución implícita y que las mujeres de la caleta debieron soportar para poder subsistir. La llegada del hippismo durante los años 1960, las mejoras en la calidad de vida de los habitantes de la localidad y el aumento de las libertades para homosexuales en el país, produjo un declive en las actividades homosexuales en Horcón, lo que ha llegado a convertirse actualmente en un tabú para dicha caleta.

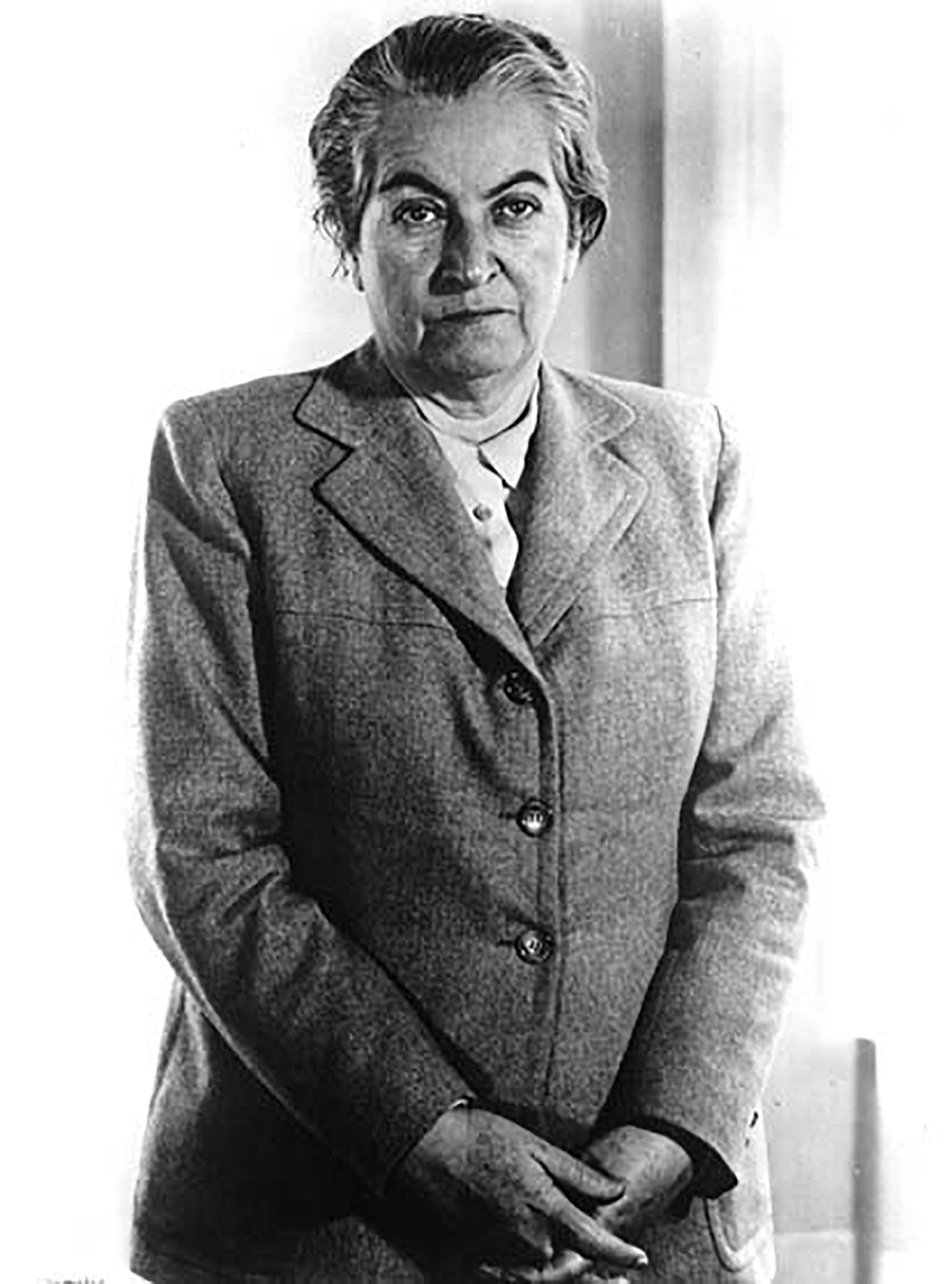
La poetisa Gabriela Mistral, cuyo lesbianismo fue confirmado en 2009 al desclasificarse parte de su correo personal, generó múltiples debates respecto a su sexualidad durante varias décadas.

En los círculos artísticos y literarios chilenos, radicados principalmente en Santiago, la homosexualidad era vivida libremente, aunque no públicamente, e incluso diversos homosexuales eran muy influyentes, destacando personajes como Augusto D'Halmar, Hernán Díaz Arrieta (Alone) y Benjamín Subercaseaux. La literatura chilena de principios del siglo XX comenzó a desarrollar profusamente historias de temática homosexual, las que se iniciaron con la única novela de Alone, editada en 1915, donde se incluyó el primer personaje afeminado de la literatura nacional. Posteriormente, la novela Pasión y muerte del Cura Deusto, publicada en 1924 por D'Halmar —ganador del primer Premio Nacional de Literatura en 1942—, narraba el trágico amor de un sacerdote por otro hombre. Aunque la novela fue publicada inicialmente en España, es considerada como la primera que habla explícitamente de la relación entre personas del mismo sexo en Latinoamérica. En 1935, Joaquín Edwards Bello describió en La chica del Crillón a un personaje lésbico, tema que fue pocas veces mencionado. Varios autores heterosexuales, como Alejandro Jodorowsky y Enrique Lafourcade —este último dedicó importantes roles a la homosexualidad dentro de sus primeras obras como Pena de muerte (1952) y Para subir al cielo (1959)—, compartieron con homosexuales que impulsaron sus carreras. La relativa apertura del tema en los círculos aristocráticos, intelectuales y artísticos, influida por los sucesos en Europa, permitió la publicación de algunas obras extranjeras que también trataron la homosexualidad. En 1962 Marta Brunet publicó la novela Amasijo, convirtiéndose en la primera escritora chilena en tratar de manera abierta la homosexualidad en uno de sus personajes principales.
Pese a esta relativa apertura, el rechazo fuera de estos círculos era generalizado, por lo que muchos autores de importancia ocultaron su homosexualidad ante el gran público. Este fue el caso de José Donoso y Gabriela Mistral, dos de los más grandes escritores de la literatura en el país. Solamente tras la muerte de ambos y la publicación de su obra epistolar personal a comienzos del siglo XXI, se pudo comprobar la compleja relación de ambos con su propia sexualidad, lo que había sido largamente un tema tabú. Tanto Donoso como Mistral reflejaron en sus cartas el dolor de no poder vivir sus relaciones personales, que en el caso de la ganadora del Premio Nobel de Literatura se reforzaba asociando su lesbianismo a su carácter feminista; Donoso, en tanto, abordó el tema en diversas publicaciones catalogadas por algunos como un enmascaramiento de sus tendencias sexuales.

Una tarde estaba yo en casa de un amigo que siempre sospeché de ser homosexual, sin haberlo confirmado. Llegó entonces el ex marido de una prima mía, un muchacho muy buenmozo, y pude advertir que había algo entre ellos, algo que era amor. Me conmoví hasta los huesos, me dio una envidia, una desesperación, unas ganas de tener exactamente lo que esos dos tenían —y, sin embargo, un deseo vehemente de no ser como ellos... Es esa envidia lo que está en la base de todos mis problemas, gorda. ¿De dónde viene, por qué es, qué significa? ¿Hasta dónde puede llegar a destruir nuestra vida, esa envidia mía por una situación homosexual? [...] La tentación es inmensa, terrible, pero resulta que eso (asumir una vida homosexual) me produciría tanto o más dolor que el no hacerlo. Mi neurosis es debida, ahora, a esa sensación de estar viviendo sobre arena movediza.
Carta de José Donoso a su entonces novia María Ester Serrano, 30 de agosto de 1960.

Como contrapartida, María Luisa Bombal en El árbol plasmó sus sentimientos sobre su matrimonio con el pintor homosexual argentino Jorge Larco (1897-1967), con el que carecía de amor y vida sexual.

### Represión estatal
Al contrario de la tolerancia vivida en algunas esferas aristocráticas, en la mayoría del país se manifestó un fuerte rechazo hacia la homosexualidad. Si bien la sodomía ya era penalizada en el Código Penal, la llegada de Carlos Ibáñez del Campo al poder en 1927 profundizó las políticas de persecución contra los homosexuales. Durante la década de 1920 ocurrieron varios casos de redadas policiales en fiestas o bailes de invertidos, como por ejemplo el ocurrido el 12 de abril de 1924 en Miguel León Prado 690 (Santiago), donde son detenidos 20 hombres que se encontraban vestidos de mujer participando en una fiesta privada, y el 26 de abril de 1927 cuando un grupo de homosexuales son detenidos en Valparaíso, a partir de lo cual la revista Sucesos publica un artículo titulado Un grupo de degenerados sorprendidos en Valparaíso; junto a los detenidos se hallaron fotografías en las que aparecían vestidos con ropas femeninas y maquillajes.
La dictadura de Ibáñez se caracterizó por una fuerte represión a sus opositores, aunque no hay indicios de una política de exterminio planificado. Pese a que su administración contaba con personas consideradas como homosexuales, incluyendo los ministros Pablo Ramírez y José Santos Salas —este último le confesaría a Carmen Lazo que era «asexuado»—, Ibáñez del Campo aplicó efectivamente varias redadas masivas a homosexuales durante su primer gobierno, y hay constancia de que era profundamente homofóbico —según algunos, debido a que su hijo Carlos era homosexual—. El hundimiento de un barco con homosexuales a bordo (intencionado o accidental) parece ser un mito de dudoso origen; podría tratarse, como lo indica el historiador Leonardo Fernández, de una sucesión de datos que provienen de distintas épocas y que fueron configurando un mito.

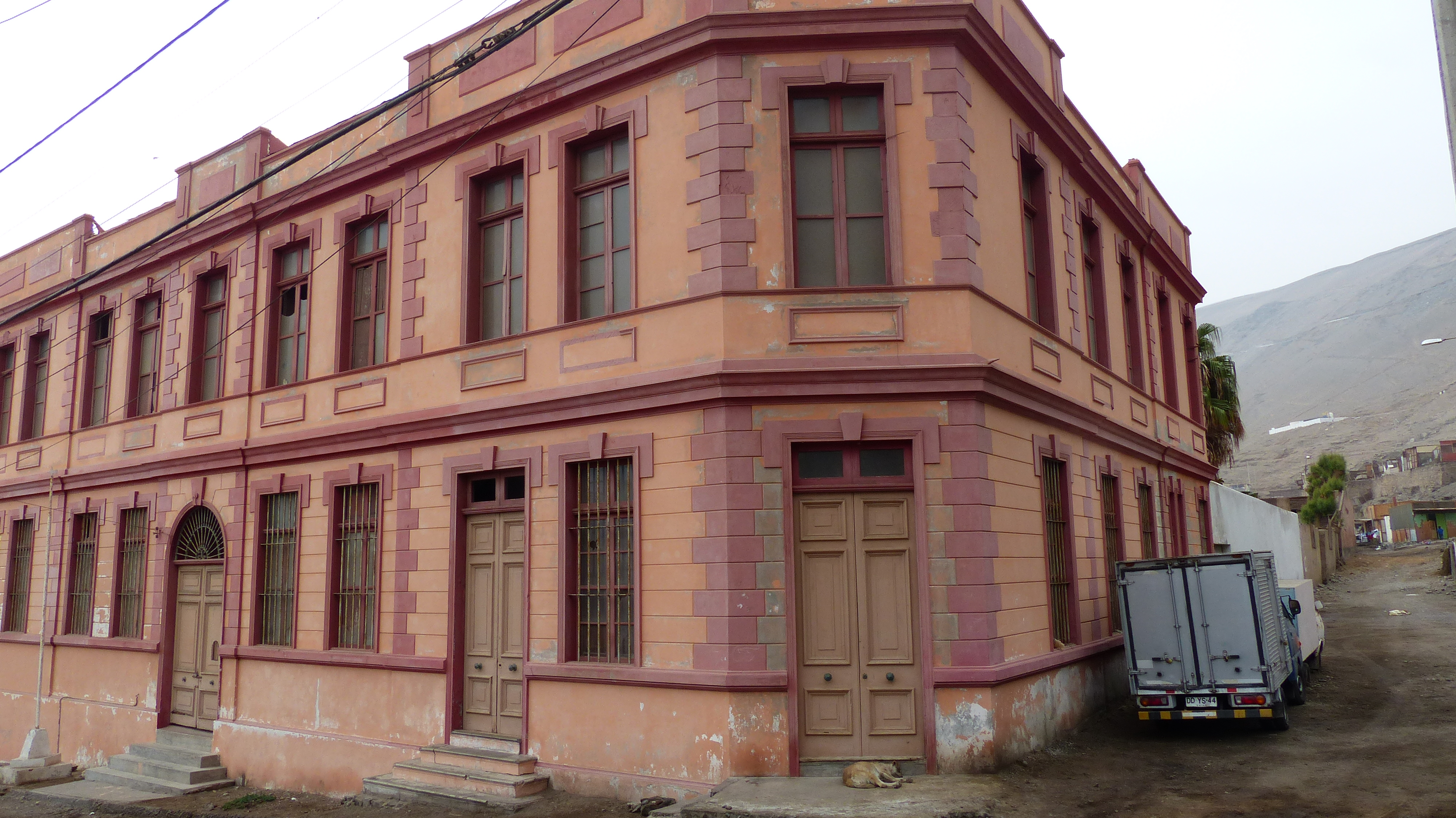
Cárcel Pública de Pisagua, recinto destinado a albergar reos homosexuales entre 1942 y 1952.

Durante la dictadura de Carlos Ibáñez del Campo (1927-1931), militar que logró llegar al poder tras un golpe de Estado en 1927 y gobernó hasta 1931, se mantuvo la persecución estatal ya que se consideraba a los homosexuales como delincuentes habituales pero con la diferencia que eran catalogados como enfermos a los cuales se podía rehabilitar internándolos o sometiéndolos a la vigilancia del Patronato de Reos. Lo que sí es efectivo es que varios detenidos por sodomía fueron enviados al presidio de Pisagua, en el norte del país, antes de que este se constituyera en campo de concentración en 1948. De hecho, fue una política aplicada a partir del 18 de marzo de 1942, durante el gobierno de Jerónimo Méndez, fecha en que se habilitó una sección denominada «Presidio Especial» en la Cárcel Pública de la localidad destinada a albergar reos homosexuales. Con posterioridad, Pisagua se convirtió en un lugar masivo de confinamiento, bajo el gobierno de Gabriel González Videla, la segunda administración de Carlos Ibáñez y la dictadura de Augusto Pinochet.

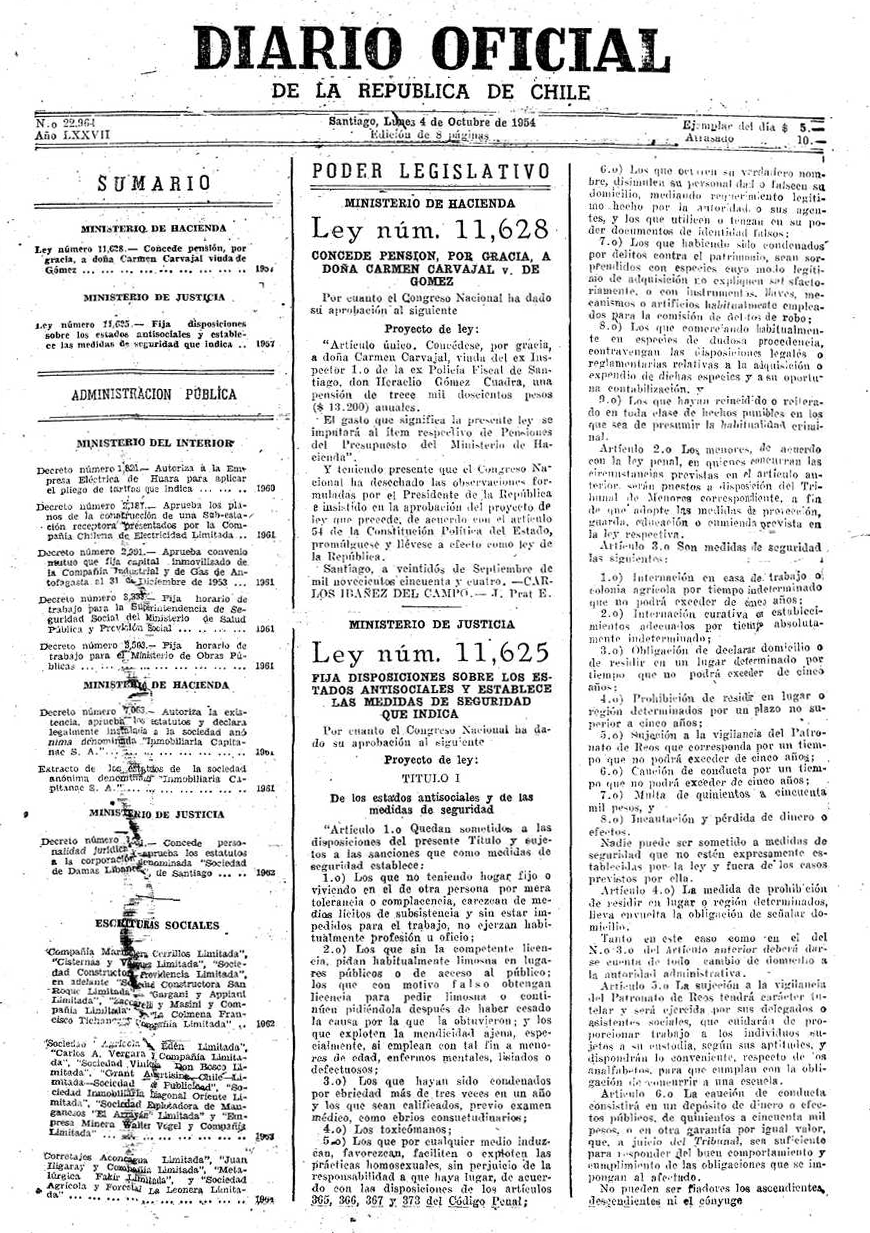
Portada del Diario Oficial de la República de Chile con la publicación de la Ley de Estados Antisociales (4 de octubre de 1954).

En el caso de Ibáñez del Campo, este continuó con sus políticas represivas en su segundo gobierno, a partir de 1952. Durante su gestión fue promulgada la ley 11.625 sobre Estados Antisociales y Medidas de Seguridad (1954), propuesta inicialmente durante el gobierno de su antecesor González Videla. La ley estableció diversas medidas de seguridad (como internaciones curativas, multas y presidio) contra grupos de «peligrosidad social», incluyendo a vagos, toxicómanos y homosexuales, entre otros. Esta ley requería de la dictación de un reglamento que permitiera su aplicación; si bien este reglamento nunca fue dictado y la ley fue derogada en 1994, tuvo una aplicación irregular, quedando registro de algunos homosexuales trasladados a localidades como Chanco; en dicha localidad había sido creado un «Presidio Especial» el 29 de agosto de 1952, reemplazando a la cárcel para homosexuales que existía en Pisagua, y a pesar de la resistencia inicial de los habitantes del pueblo, los reos homosexuales posteriormente se ganaron la simpatía de los residentes al realizar diferentes trabajos de costura, bordado, tejido, lavados y planchados, además de participar en las obras de forestación en la zona.

Quedan sometidos a las disposiciones del presente Título y sujetos a las sanciones que como medidas de seguridad establece: [...]
5.º. Los que por cualquier medio induzcan, favorezcan, faciliten o exploten las prácticas homosexuales, sin perjuicio de la responsabilidad a que haya lugar, de acuerdo con el artículo 365, 366, 367, y 373 del Código Penal.
Ley 11625 de Estados Antisociales, 4 de octubre de 1954.

La antigua libertad vivida en los círculos artísticos y en la aristocracia hasta los años 1950, prácticamente desapareció como efecto de las persecuciones del gobierno de Ibáñez. Un ejemplo de ello fue el actor Daniel Emilfork, que se radicó en Francia en 1949. Muchos prefirieron emigrar a Europa y los Estados Unidos en busca de mayor libertad mientras continuaba la criminalización a la diversidad sexual; en febrero de 1954 la Policía de Investigaciones informaba que 139 delincuentes detenidos en la capital estaban fichados como homosexuales. La censura también estuvo presente como parte de la persecución hacia la diversidad sexual: en octubre de 1959 fue estrenada en Chile la película Europa de noche de Alessandro Blasetti, a la cual le fueron mutiladas o silenciadas varias escenas por la presencia en ellas de Coccinelle, artista francesa que generó revuelo en el Consejo de Censura Cinematográfica por ser transgénero.

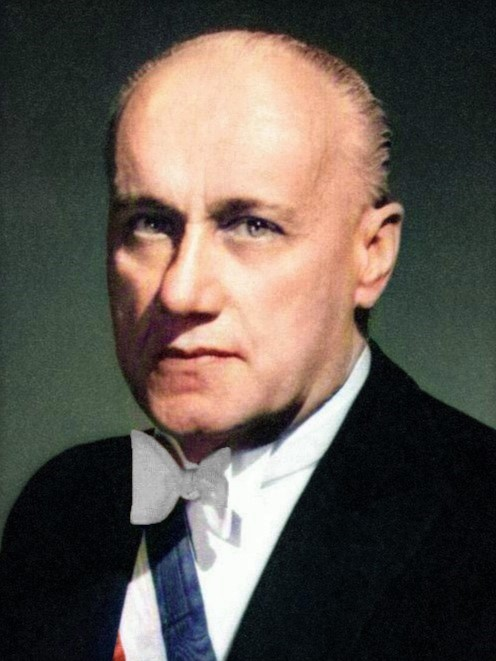
El presidente Jorge Alessandri fue víctima de ataques homófobos por parte de algunos medios de comunicación opositores.

En los gobiernos posteriores, aunque la represión por parte del Estado disminuyó considerablemente, no fue así en la de la sociedad. Un ejemplo de ello fue el trato dado por los medios de comunicación a los homosexuales o cómo utilizaban la homosexualidad como una forma de desprestigio. El caso más claro fue el vivido por Jorge Alessandri, presidente de Chile entre 1958 y 1964. Alessandri fue el primer presidente soltero en la historia de Chile, lo cual generó una serie de rumores en un país tan conservador como Chile sobre su sexualidad; el rumor de su homosexualidad fue utilizado por la satírica revista Topaze y por el periódico Clarín, quienes denominaban al derechista Alessandri como «La Señora». El 1 de noviembre de 1953 era informado en el diario Las Noticias Gráficas el homicidio de Antonio Gutiérrez Novoa por parte de su pareja, el médico Enrique Wellman Meyer, debido a una supuesta infidelidad; en los días siguientes el periódico acuñó la sigla SOLOCH (que significaría "Sociedad Locas de Chile") para realizar publicaciones despectivas hacia los homosexuales, a quienes calificarían como «solochistas».
La persecución policial hacia homosexuales se mantuvo constante durante la década de 1950; uno de los casos que llamó la atención de la prensa ocurrió el 10 de febrero de 1957, cuando dos hombres fueron detenidos en las afueras de la Piscina Escolar —cercana a la Estación Mapocho— acusados de sodomía y posteriormente se declararon culpables ante los tribunales, lo cual era poco frecuente en la época dado que la condena era inferior si se negaban los hechos imputados. Otros casos fueron el de una pareja masculina detenida en un cine del centro de Santiago el 2 de marzo de 1958, la detención de otra pareja por parte de la Policía de Investigaciones en septiembre del mismo año, el arresto de 22 hombres acusados de ser homosexuales el 16 de diciembre de 1958, y la detención de tres homosexuales dentro de una redada masiva en el sector norponiente del centro de Santiago que detuvo en total a 30 personas el 4 de abril de 1959.
El 16 de septiembre de 1963 el presidente de la Corte Suprema, Pedro Silva Fernández, ofició al general director de Carabineros, Arturo Queirolo, al director general de la Policía de Investigaciones, Emilio Oelckers, y a los presidentes de las Cortes de Apelaciones del país, recomendando la aprehensión de los homosexuales y ordenando a los jueces el procesamiento judicial de dichas personas, iniciando una nueva oleada de persecución y criminalización de la diversidad sexual en Chile.
Hacia fines de los años 1960 surgen locales bohemios que a la vez sirvieron como los primeros puntos de encuentro para la comunidad homosexual de Santiago; algunos recintos de ese estilo fueron «El Loro Perjuro» (ubicado en la calle Merced 385-B, cerca de la intersección con José Miguel de la Barra), el piano-bar «La Guarida» en calle Monjitas 391 y el centro cultural «La Casa de la Luna» —primero dirigido por Ludwig Zeller y convertido en 1968 en «La Casa de la Luna Azul» bajo la gestión de Hugo Marín— en la calle Villavicencio, todos en el barrio Lastarria/Bellas Artes. Asimismo, en 1967 surge el grupo de baile Blue Ballet, considerado el primer espectáculo de transformismo que fue bien recibido por la sociedad de la época e inició el camino para el desarrollo de dicha disciplina en el país; en 1968 surgieron nuevos grupos de transformistas, entre los que se encontraban «Le Grand Ballet» y «The Young Royal Ballet», que se presentaban en los locales nocturnos santiaguinos —también conocidos como boites— American Bar y Royal. En la sureña ciudad de Los Ángeles, a mediados de la década de 1960 Jorge Robles Robles instaló el primer bar gay de la comuna, en donde también se realizaban espectáculos a cargo de personas travestis y trans.
No obstante la apertura de espacios que recibían a personas LGBT en Santiago, en otras zonas del país continuaban los abusos policiales y humillaciones a homosexuales: el caso más conocido ocurrió en Antofagasta el 15 de junio de 1969 con el denominado «escándalo de la calle Huanchaca», en el que varios homosexuales fueron detenidos hasta el 2 de julio al participar de una fiesta vestidos de mujeres, sufriendo diversos abusos y maltratos durante su estadía en la cárcel; otro caso similar en la misma ciudad ocurrió el 18 de marzo de 1973 cuando se realizó una redada en la «Casa de Palo», vivienda ubicada en la avenida Argentina, en donde se realizaba una fiesta privada y fueron detenidas 24 personas: 8 hombres que se encontraban travestidos —quienes formaban parte de un club de homosexuales denominado «El Anillo Rojo»—, 2 estudiantes y 14 conscriptos. También ocurrió el caso de un grupo de estudiantes que se tomó una escuela en Macul en octubre de 1970 para protestar contra una persona que vivía al frente de dicho recinto educativo, y que supuestamente realizaba fiestas con otros homosexuales.
En la misma década de 1960 se describían diferentes punto de encuentro entre hombres homosexuales de Santiago, y a menudo algunos de esos espacios eran utilizados para encuentros íntimos ocasionales; entre los lugares que fueron descritos por la prensa de la época se encuentran los juegos Diana (ubicados en ese entonces en la Alameda junto a la Iglesia de San Francisco), la Plaza de Armas, el Parque Forestal y los baños turcos "Catedral", además de los prostíbulos "El Buquecito" (en la calle Coquimbo), "La Carlina" (en la avenida Vivaceta), "Maisson Cocotte" (en Renca), "La Picada de Ña Lolo" (en Quinta Normal) y "La Chata Telvi" (en la avenida Amapolas). En cuanto a los puntos de encuentro para lesbianas se mencionaban el Jardín Japonés del cerro Santa Lucía y los hoteles "River Plate" (situado en la calle Carmen) y "México" (en la calle Bascuñán Guerrero), estos últimos también destinados a albergar hombres homosexuales.

### Unidad Popular y la primera manifestación gay

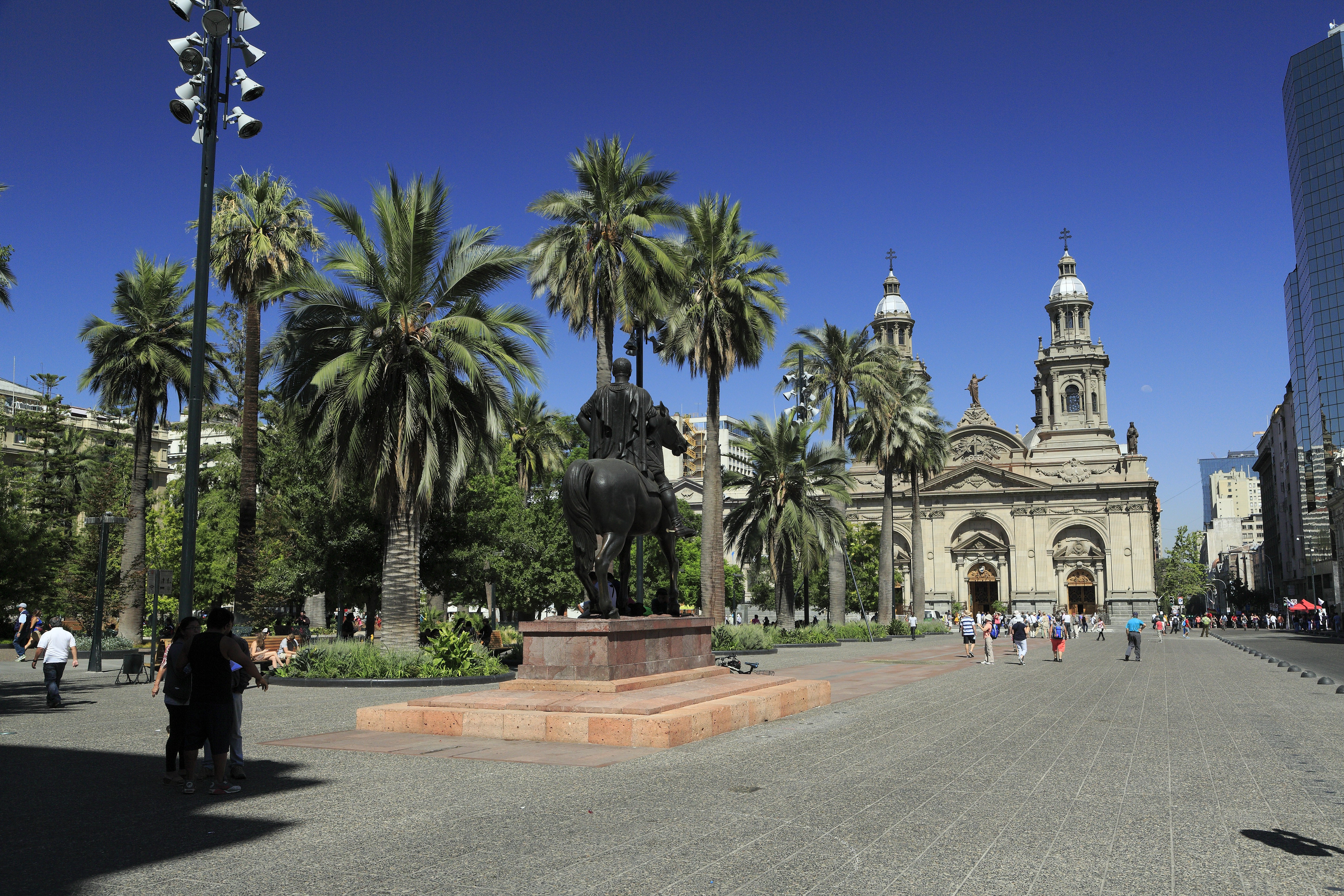
La primera protesta homosexual en Chile se realizó en la Plaza de Armas de Santiago el 22 de abril de 1973.

En 1970 fue elegido Salvador Allende como presidente de Chile, liderando el gobierno de la Unidad Popular, una coalición que contaba con socialistas, comunistas y otros partidos de izquierda. Pese a que su gobierno representaba un quiebre respecto a las ideologías conservadoras, esto no se reflejó respecto a la situación de las diversidades sexuales: la abierta homofobia en algunos movimientos de izquierda iba acompañada de la idealización de la virilidad, asociada al hombre revolucionario y al obrero esforzado. La oposición de derecha, en tanto, aprovechaba la imagen de la femineidad, visible en las manifestaciones de cacerolazos. La homosexualidad quedaba, por tanto, contraria a ambas concepciones. No obstante lo anterior, durante el gobierno de Allende se realizó la primera protesta del movimiento de la diversidad sexual y se produjo la apertura de nuevos locales que aceptaban a la población LGBT en los barrios obreros de Santiago y Valparaíso.
Quizás el emblema más importante de la homofobia mediática fueron los periódicos Clarín y Puro Chile, de corte popular, sensacionalistas y de izquierda, los cuales continuamente publicaban notas sobre homosexuales de forma denigrante, titulando usualmente con notas de crónica roja cometidas por «colipatos», «locas» o «yeguas», como usualmente denominaba a los gais. Uno de dichos casos ocurrió el 6 de junio de 1971, cuando se realizó una redada en un hotel de calle Agustinas en el centro de Santiago, en donde la Brigada de Delitos Sexuales de la Policía de Investigaciones detuvo a 12 personas acusadas de sodomía y también fueron detenidos el regente del hotel y su secretario; el diario Puro Chile publicó en su portada los nombres de los detenidos y su crónica contenía reiterados insultos hacia los involucrados.
La prensa popular de derecha también utilizó la homosexualidad como elemento para denostar e insultar a personajes de izquierda: durante la visita de Fidel Castro a Chile en 1971, el diario Tribuna (perteneciente al Partido Nacional) insinuaba de manera peyorativa que tanto Salvador Allende como el líder cubano eran homosexuales, especialmente luego de que Clarín publicara el 16 de noviembre de 1971 una fotografía de Castro abrazado con el secretario general de Gobierno, Jaime Suárez Bastidas, al finalizar un partido de baloncesto en María Elena. Mediante titulares de doble sentido como «Picos cordilleranos impresionaron a Fidel», «Fidel es un hijo de Punta Arenas. Ayer atracaron Castro y Chicho» o «Allende y Fidel navegan en los canales del sur: sobre las olas es la cosa ahora» y la publicación de la foto en cuestión en todas sus ediciones durante la visita del primer ministro cubano, Tribuna utilizó la homosexualidad como burla hacia Castro y Allende. La fotografía de Castro y Suárez fue utilizada nuevamente por parte de la derecha como elemento peyorativo hacia los homosexuales en la campaña del plebiscito de 1988, mediante volantes con la leyenda «Para que no vuelvan las colas ni los colas» y su aparición en la franja televisiva de la opción «Sí», que defendía la continuidad del dictador Augusto Pinochet.
También se dio el caso del folclorista y compositor Rolando Alarcón, quien tuvo que vivir su homosexualidad en secreto hasta su fallecimiento en febrero de 1973 debido a la hostilidad imperante contra los homosexuales a mediados del siglo XX, tanto por parte de sus compañeros políticos de izquierda como por sus opositores derechistas. Desde fines de los años 1960, con la irrupción del movimiento hippie, reiteradamente se denunciaba la supuesta participación de homosexuales en grupos hippies, asociándolos también al tráfico de marihuana.
El 22 de abril de 1973 ocurrió en la Plaza de Armas de Santiago la primera manifestación de homosexuales en Chile. Cerca de unos veinticinco homosexuales y travestis que usualmente recorrían en las noches las calles Huérfanos y Ahumada en el centro de Santiago se reunieron para protestar por los abusos de Carabineros, que los apresaban continuamente por «faltas a la moral y las buenas costumbres», los golpeaban y rapaban la cabeza. Pese a esta represión, la manifestación se realizó con normalidad; sin embargo, los medios de comunicación se encargarían de los ataques a través de sus crónicas. Incluso, el intendente de la provincia de Santiago, Julio Stuardo, dijo que utilizaría «de la fuerza pública y de todos los resortes que [le] da el mandato constitucional» con tal de impedir una nueva manifestación programada esta vez en el Barrio Alto de la capital.

Las yeguas sueltas, locas perdidas, ansiosas de publicidad, lanzadas de frentón, se reunieron para exigir que las autoridades les den cancha, tiro y lado para sus desviaciones. Pese a que la reunión había sido bastante publicitada, la policía no se hizo presente. Entre otras cosas, los homosexuales quieren que se legisle para que puedan casarse y hacer las mil y una sin persecución policial. La que se armaría. Con razón un viejo propuso rociarlos con parafina y tirarles un fósforo encendido.
«Ostentación de sus desviaciones sexuales hicieron los maracos en la Plaza de Armas», diario Clarín, 24 de abril de 1973.

Pese a los casos de homofobia registrada, el período de la Unidad Popular presenció el primer caso registrado de personas transexuales. En 1973, Marcia Torres se convirtió en una de las primeras personas en América Latina en realizarse una cirugía de reasignación de sexo, tras lo cual pudo solicitar la rectificación de su acta de nacimiento en mayo de 1974. Existen distintas versiones sobre la fecha y lugar exactos de la operación, ya que algunas fuentes señalan que ocurrió el 3 de marzo en el Hospital Clínico San Borja Arriarán, mientras que el doctor Salas Vieyra —en entrevista con la revista Vea— señala que esta se realizó en la Clínica República a mediados de mayo.

## Dictadura militar (1973-1990)

### Acciones de represión y violaciones de derechos humanos
El 11 de septiembre de 1973, un golpe de Estado realizado por las Fuerzas Armadas y de Orden bombardeó el Palacio de La Moneda. Pese a la superioridad numérica y de poderío militar que enfrentaban, algunos grupos de apoyo al gobierno de Allende intentaron resistir al golpe. Dentro de este grupo se encontraba Mario Melo Pradenas, quien fuera parte del Movimiento de Izquierda Revolucionaria (MIR) hasta su expulsión producto de su homosexualidad. Según cuenta la propia secretaria de Allende, Melo se subió a la azotea del Palacio para defender el gobierno, incluso luego de ser expulsado del MIR. Algunos días después, Melo fue apresado por fuerzas del régimen y pasó a formar parte de los miles de detenidos desaparecidos que no han sido encontrados hasta la fecha. Según algunos relatos, Melo habría sido asesinado en el campo militar de Peldehue y su cuerpo lanzado al mar. En los días siguientes al golpe de Estado también se registraron cientos de casos donde travestis fueron golpeados y asesinados en lugares de encuentro habitual, como por ejemplo el barrio San Camilo.
Al ser derrocado el gobierno de Salvador Allende, se inició una dictadura militar al mando de Augusto Pinochet que se extendería hasta 1990. La dictadura militar estableció una fuerte represión en toda la sociedad chilena por cerca de diecisiete años, y la comunidad homosexual y transexual no estuvo exento de ello. El establecimiento del toque de queda en el país afectó directamente a la vida bohemia donde se expresaba con más fuerza la comunidad homosexual, mientras que las fuerzas militares y policiales realizaron continuas redadas a locales, con mucha violencia especialmente hacia los transexuales, muchos de los cuales debían esconderse en muebles para no ser atacados. Las persecuciones particularmente hacia homosexuales generaron una fuerte estela de desconfianza y miedo entre las personas. En muchos casos, la violencia se manifestó en tratos denigrantes, detenciones, torturas y asesinatos por el solo hecho de ser homosexual. El historiador Gabriel Salazar muestra cómo la dictadura militar endureció los conceptos de hombría y feminidad; a través del culto de la personalidad de la pareja presidencial se promociona la figura de la mujer como ama de casa, relegada al ámbito privado, casero y a las tareas domésticas mientras el macho esta presentado como el dirigente, fuerte y viril. El modelo patriarcal difundido desde la dictadura militar reduce a las personas en dos roles únicos: hombre y mujer, y a una sexualidad única: la heterosexualidad. La homofobia, la lesbofobia, y la transfobia fueron realidades en los hechos perpetuados por el régimen y que corresponde a las normas sociales demostradas por el dictador Pinochet.
El 18 de octubre de 1973 fue detenido en Los Ángeles el comerciante Jorge Robles Robles, quien luego de ser interrogado por la Policía de Investigaciones se convirtió en detenido desaparecido; dado que no poseía militancia política y era el regente del primer bar LGBT de la ciudad, se ha considerado que su desaparición tendría un motivo homófobo.

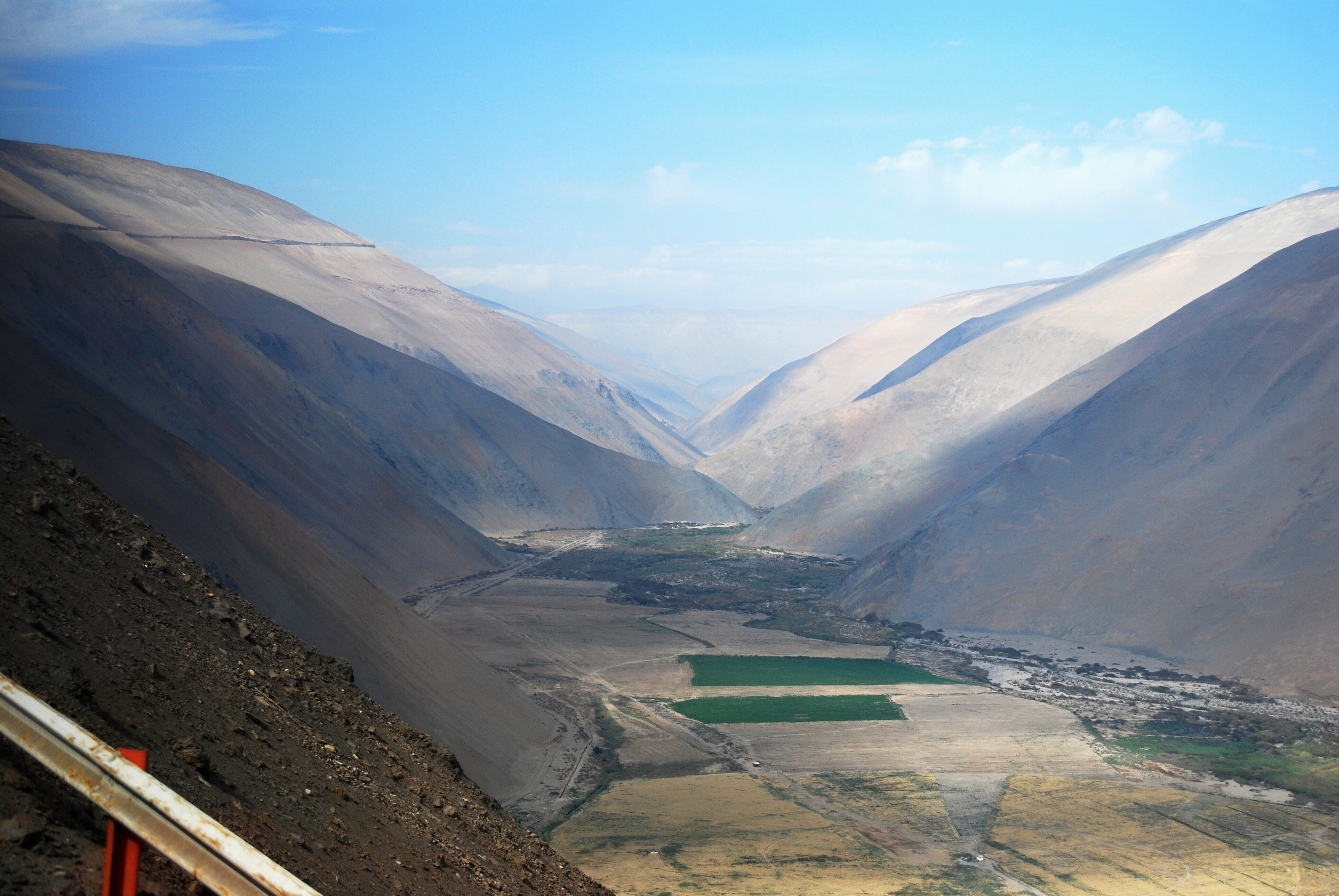
Vista de la quebrada de Acha, sector donde fue ejecutado un hombre homosexual por efectivos de la Armada en 1975.

A la fecha, solo un caso de violaciones a los derechos humanos contra personas LGBT ha sido procesado oficialmente: el denominado «Episodio homosexual», correspondiente a un hombre homosexual sin identificar que habría sido descubierto teniendo relaciones sexuales con un soldado conscripto en los polvorines ubicados bajo el morro de Arica y que luego fue ejecutado por agentes de la Armada en la cuesta de Acha, en 1975. Este caso surgió recién en 2010, cuando uno de sus asesinos confesó lo ocurrido. Si bien no quedaron registrados en los informes oficiales (como por ejemplo el Informe Valech) casos sobre violaciones a los derechos humanos en base a la orientación sexual, existen testimonios que señalan episodios de torturas y delitos sexuales en contra de detenidos y detenidas debido a su homosexualidad; la activista Consuelo Rivera señala también haber recibido violencia verbal durante el tiempo que permaneció detenida y amenazada con que se le practicarían violaciones correctivas.
Existieron también casos de persecución a travestis y personas transgénero durante la dictadura militar: en enero de 1974 el Frente de Liberación Homosexual de Argentina denunció el asesinato en Santiago de «La Lola Puñales», homosexual uruguayo de 32 años que fue violado, torturado, castrado y acribillado por un grupo de militares. Silvia Parada señala que estuvo detenida en la casa de calle José Domingo Cañas que funcionaba como cuartel y centro de torturas de la CNI, mientras que una prostituta transgénero llamada Paloma, que vivía en la calle San Camilo, relataba que sufrió numerosas detenciones y torturas por parte de los organismos represivos de la dictadura. En el libro La manzana de Adán, que contiene fotografías realizadas por Paz Errázuriz en prostíbulos de Santiago y Talca entre 1982 y 1987, se incluye el relato de una travesti llamada Pilar, la cual señala que posterior al golpe de Estado del 11 de septiembre de 1973 alrededor de 30 homosexuales fueron detenidos y torturados al interior de un barco en el puerto de Valparaíso.

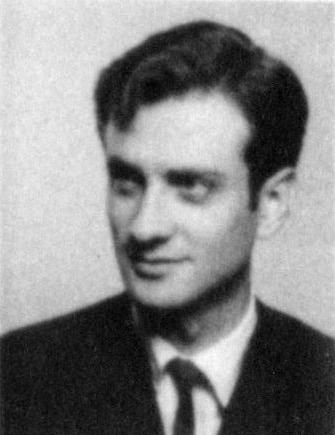
Pedro Felipe Ramírez debió abandonar la secretaría general del partido Izquierda Cristiana tras amenazas de revelar su homosexualidad.

Los organismos represivos como la Dirección de Inteligencia Nacional (DINA, f. 1974) y la Central Nacional de Informaciones (CNI, f. 1977) investigaron en muchas ocasiones a personas homosexuales o que podían serlo. Un caso paradigmático es el acápite especial sobre «homosexualismo» en la investigación realizada entre 1976 y 1978 a Jaime Guzmán, uno de los principales ideólogos del pinochetismo y de la constitución de 1980 y fundador del partido conservador Unión Demócrata Independiente. El informe, que intentaba vigilar a uno de los principales adversarios del director de la DINA Manuel Contreras dentro del gobierno, establecía un perfil del abogado y en él se especificaba la cercanía de Guzmán con personas reconocidas por su homosexualidad, y aunque no mencionaba literalmente que éste lo fuera, muestra el nivel de intolerancia que existía en las altas esferas del gobierno hacia diversas orientaciones sexuales. Una situación similar vivió en 1984 Pedro Felipe Ramírez, quien tuvo que dejar la secretaría general del partido Izquierda Cristiana de Chile (IC) luego de que la CNI amenazara con divulgar supuestas fotografías que revelarían su homosexualidad.
Dentro de los casos de detenciones ilegales por efectivos de la DINA y la CNI se aplicaba la sodomía en varias ocasiones como método de tortura contra opositores a la dictadura militar. Uno de dichos casos es el del médico Pedro Marín, quien fue detenido por la CNI el 15 de enero de 1987, donde además del acto de sodomía se le aplicaron drogas, electricidad, golpes y amenazas. Dicha situación afectó especialmente en las víctimas, las cuales se imponían un silencio personal y social en respuesta al fuerte impacto emocional asociado a esa forma de tortura, así como por el temor de las víctimas a ser denigradas por ello o que se cuestionara su orientación sexual. También existieron casos de extorsiones que contenían la orientación sexual como condicionante: uno de dichos casos ocurrió en mayo de 1977, cuando un hombre fue detenido por agentes del Estado y obligado a firmar un documento en que reconocía ser homosexual y traficante de drogas, para posteriormente comprometerse a colaborar con la DINA; además le fueron tomadas fotografías junto a otro hombre y que tenderían a demostrar su homosexualidad.
En los partidos políticos de izquierda continuaba la homofobia radicada desde antes del golpe militar de 1973. Sumado al caso de Pedro Felipe Ramírez en el Partido Izquierda Cristiana en 1984, en 1988 Rolando Jiménez renunció al Partido Comunista de Chile (PC) luego que existieran presiones para deponer su candidatura a la Secretaría Regional Metropolitana del organismo debido al rechazo que generaría en la sociedad de la época su homosexualidad.

### Primeras agrupaciones LGBT
Pese a la violenta represión, en esta época comenzaron a crearse las primeras organizaciones para comunidades homosexuales aunque de manera ilegal y oculta. La primera, llamada «Movimiento Integración», fue creada en 1977 por un grupo de profesionales vinculados a la Pontificia Universidad Católica de Chile y apoyada por el sacerdote holandés Cornelio Lemmers —afín a la Teología de la Liberación— y realizaba diversos encuentros en viviendas privadas o en un local llamado El Delfín —ubicado en Carmen 646—, así como también un congreso en 1982, pero finalmente se disolvió al año siguiente. El 9 de septiembre de 1979 fue fundado el «Movimiento de Liberación del Tercer Sexo», agrupación LGBT de la que el único registro existente es una carta publicada en Las Últimas Noticias el 8 de octubre, donde solicitaban la derogación del artículo 365 del Código Penal de Chile.

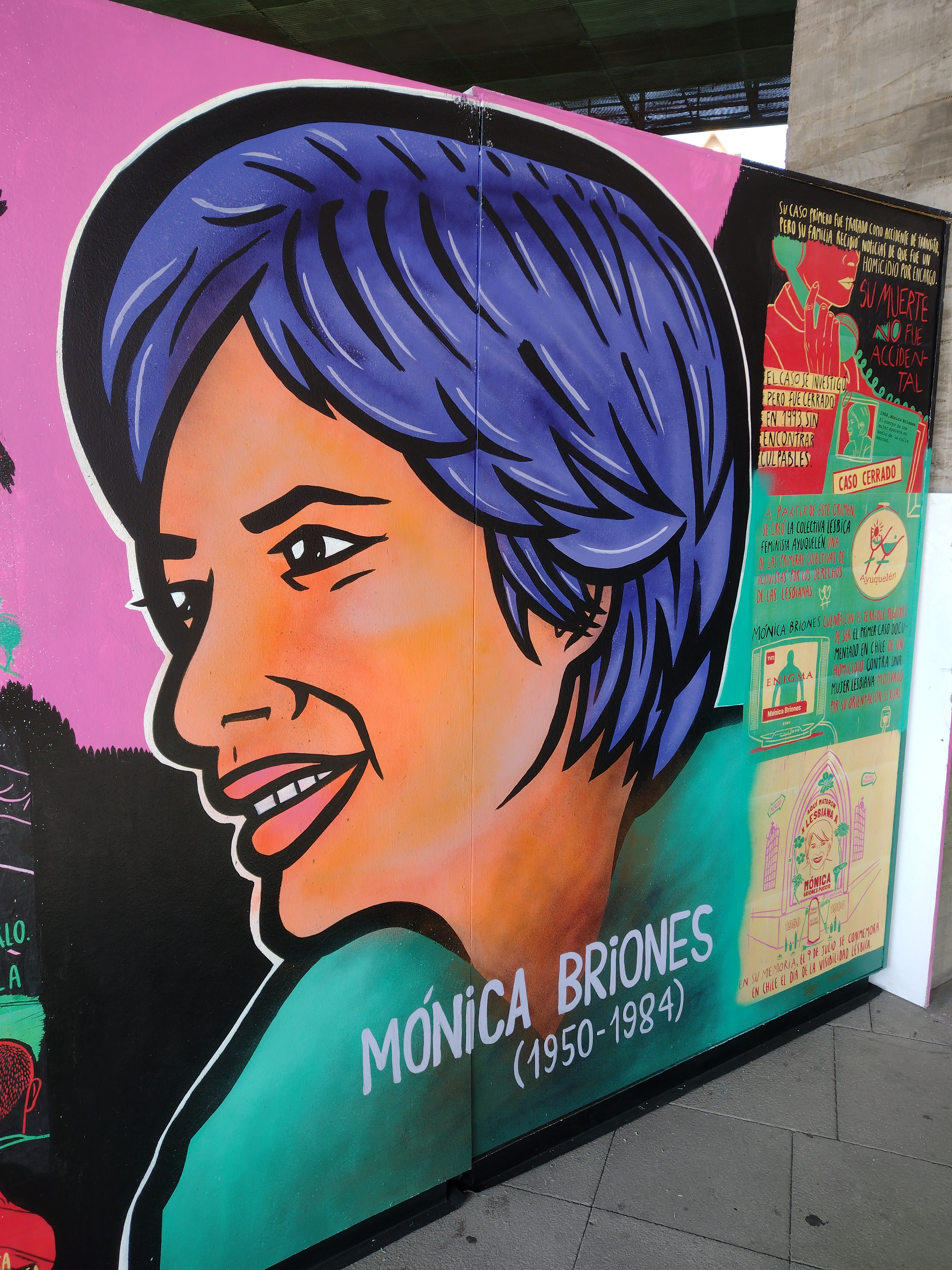
Mónica Briones, artista lesbiana asesinada en 1984.

El año 1983 vio el nacimiento de la Colectiva Lésbica Ayuquelén (pretendiendo significar «la alegría de ser»  en mapudungun), el primer grupo lésbico feminista nacional. Aunque su nacimiento se originó luego de la visita de algunas feministas chilenas a la segunda Reunión de Feministas de América Latina y el Caribe realizada en Perú el año anterior, el punto de inflexión fue el asesinato de la escultora y artista Mónica Briones en 1984. Según la investigación realizada por Érika Montecinos, periodista y activista lésbica, Mónica Briones fue asesinada en la intersección de las calles Irene Morales con Merced luego que un individuo "con pinta de militar" la atacó a golpes hasta desangrarla, según relató la único testigo, Gloria del Villar, amiga de la víctima. Ayuquelén estuvo desde sus inicios ligada al movimiento feminista, aunque sus relaciones fueron difíciles, pues temían una identificación conjunta de ambos movimientos; en esa época también entraron en contacto con grupos internacionales como el ILIS y el ILGA. En Concepción, en tanto, surgió el Colectivo SER hacia fines de la década de los años 1980 y del cual nació también Lesbianas en Acción (LEA). En marzo de 1994 nació la Coordinadora Lésbica y en 2002 la revista lesbofeminista Rompiendo el Silencio, convertida en agrupación en 2013.

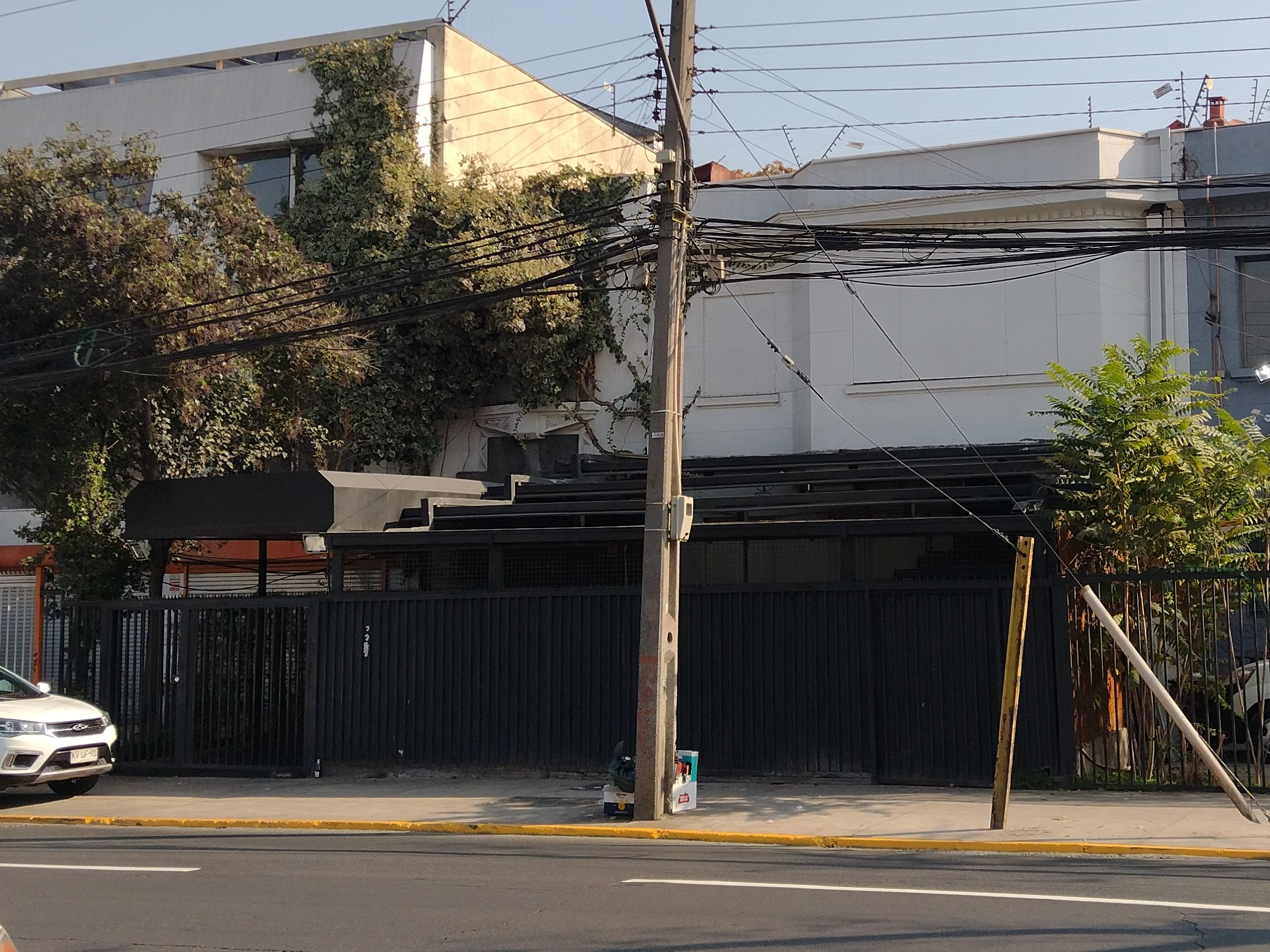
Frontispicio de la discoteca Fausto.

El secretismo en el que se organizaban grupos homosexuales contrastó con la apertura que llegó de la mano del libre mercado instaurado por los Chicago Boys y la disminución en la represión al ocaso de la dictadura. Así, desde inicios de los años 1980 comenzaron a proliferar diversas discotecas y bares gais. Aunque se mantenían las redadas y los locales mantenían oculta su orientación al público homosexual, discotecas como Fausto —fundada por los creadores en 1976 del bar «Burbujas» ubicado en la calle General Holley de Providencia— y Quásar (inauguradas en 1979 y 1980, respectivamente) tenían una gran convocatoria en Santiago. También se abren otros espacios de ocio para homosexuales, como por ejemplo la «Quinta Cuatro» en Recoleta o el bar «Dardignac 222», perteneciente a la vedette Rosita Salaverry, donde también se presentaban espectáculos de transformismo.

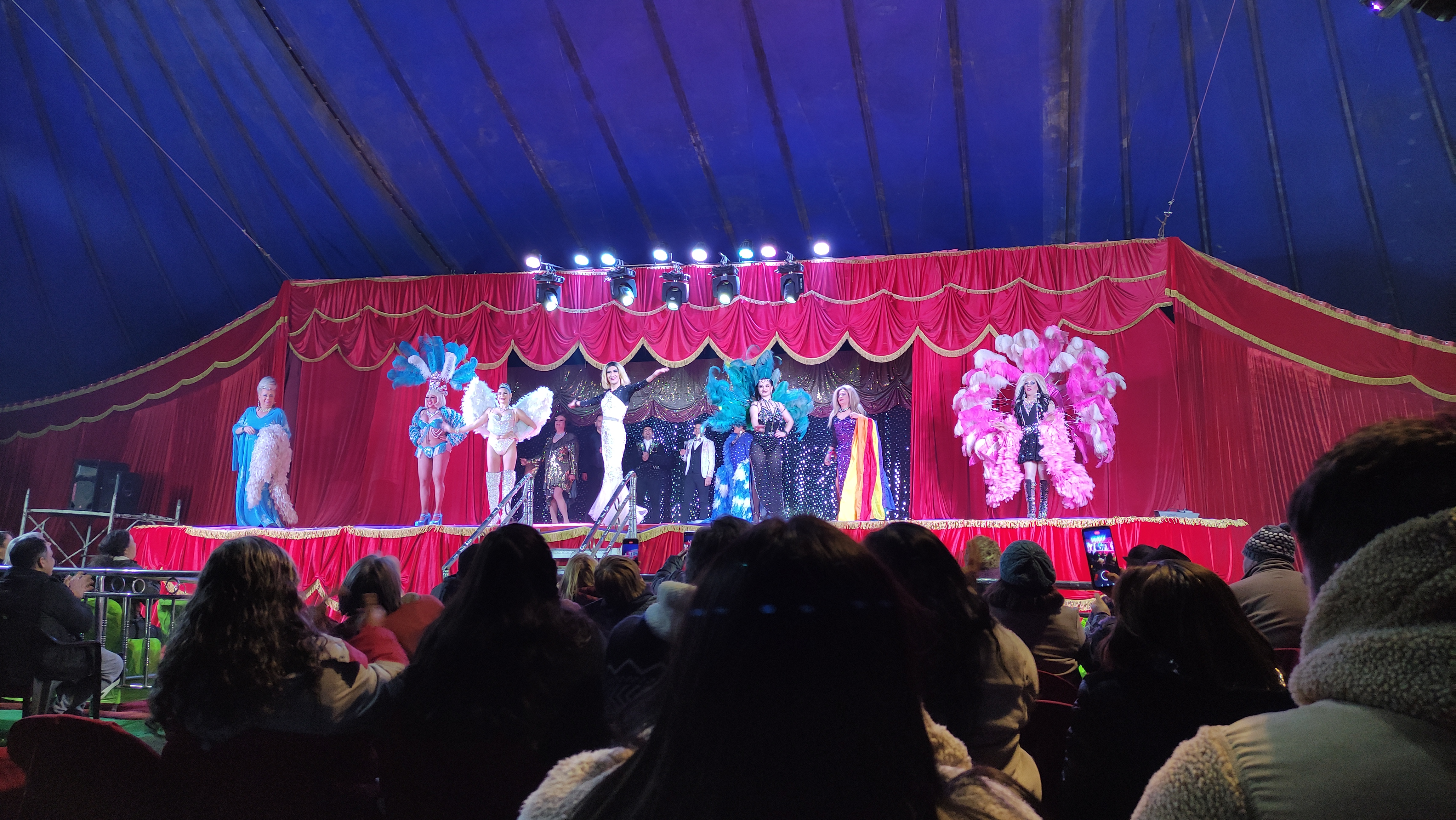
Artistas del Circo Timoteo en 2023.

También durante las décadas de 1970 y 1980 comienza a masificarse el transformismo mediante el Circo Timoteo, espectáculo itinerante que paulatinamente comienza a incluir artistas de dicho estilo a pesar del rechazo de parte de las autoridades. En marzo de 1978 se retomó en la localidad de Tierra Amarilla (Región de Atacama) la celebración del Carnaval del Toro Pullay —la cual había sido suspendida en 1945—, festividad que incluye la participación de hombres que se travisten y maquillan para realizar personajes femeninos; la festividad cuenta con la participación activa de homosexuales y travestis de la zona.
La única acción pública por parte de personas homosexuales fue a través del colectivo cultural Las Yeguas del Apocalipsis, formado por los artistas Francisco Casas y Pedro Lemebel. El grupo, cuyo nombre hacía mofa de los conceptos asociados a la homosexualidad y el sida, se caracterizó por presentaciones espontáneas basadas en el travestismo, generando gran polémica en el contexto de la época. Casas y Lemebel, abiertamente opositores a la dictadura, participaron además en una serie de actos contrarios a Pinochet en vísperas del plebiscito nacional de 1988. Las fuertes e intempestivas acciones de Las Yeguas contaron con un fuerte rechazo, incluso de los grupos opositores que ellos apoyaban. Durante un acto cultural de la campaña de Patricio Aylwin como candidato de la Concertación para la elección presidencial de 1989 que ponía fin a la dictadura, ocurrido el 21 de agosto de 1989 en el Teatro Cariola, Lemebel y Casas colgaron un lienzo que decía «Homosexuales por el cambio». Los dirigentes democristianos expulsaron a ambos del acto en el teatro Cariola y prohibieron la difusión del hecho en los medios de prensa.

### Aparición del sida
Sin embargo, esta condición de gueto tolerado se vería rápidamente puesto en jaque. La aparición del sida durante esos años generó aún una mayor discriminación dentro de la sociedad, que catalogó a la población homosexual como la causante de este síndrome. La primera víctima registrada en el país de la en ese entonces denominada «peste rosa» fue el 22 de agosto de 1984 con el fallecimiento del profesor de castellano Edmundo Rodríguez Ramírez a los 38 años en el Hospital Clínico de la Universidad Católica de Chile; al año siguiente se totalizaron 10 casos y hacia finales de la década llegaron a 79.
El temor al contagio de esta enfermedad de la que poco se conocía provocó un aumento en las redadas, generando detenciones masivas en los locales que habían abierto sus puertas algunos meses antes. En agosto de 1985, el artista plástico Ernesto Muñoz dio una entrevista a la revista Apsi intentando desmitificar la enfermedad y de paso declarando abiertamente su homosexualidad, en un hecho inédito para el país. El cantante Eduardo Valenzuela, que representó al país en la OTI 1987 y era una de las voces más promisorias del ambiente chileno, vio su carrera destruida luego de que se diera a conocer que padecía de sida. El 28 de julio de 1987 surge la Corporación Chilena de Prevención del Sida, más conocida como Acción Gay, primera organización en el país dedicada a generar conciencia sobre el VIH/SIDA.
En agosto de 1987 Gendarmería de Chile inició un plan para trasladar a todos los reos homosexuales del país a la cárcel de Putaendo (región de Valparaíso) luego de que uno de ellos que se encontraba en la ex Penitenciaría fuera diagnosticado con VIH/sida; producto de una serie de protestas por parte de la población de la localidad, el plan finalmente fue abandonado. Durante dos fines de semana en febrero de 1990 se realizaron redadas en las discotecas gays Galao y Piccolo Mondo de Valparaíso, en donde más de 500 asistentes son detenidos y trasladados al hospital local para someterse a exámenes de VIH, de los cuales el 5 % resultó positivo.

## Reivindicación y avances sociales (1990-2019)

### Retorno de la democracia y lucha por la legalización
El fin de la dictadura militar en 1990 y el inicio de la transición chilena a la democracia generaron una oportunidad para los colectivos LGBT+ para la manifestación y la reivindicación de sus derechos. En 1991, en la ciudad sureña de Coronel se realizó el primer Congreso Homosexual Chileno, que contó con la participación de diversas organizaciones nacidas durante la dictadura como Ayuquelén. En dicho congreso participaron representantes de Santiago que, el 28 de junio de ese año, darían vida al Movimiento de Liberación Homosexual (Movilh), que se convertiría posteriormente en una de las principales agrupaciones de activismo LGBTIQ+. En los primeros años de la década de 1990 surgen varias agrupaciones LGBT a lo largo del país, como por ejemplo Liber-H en Paine —fundada por José Luis López y considerada la primera organización LGBT rural de Chile—, el grupo Pucará en Calama —liderado por Vicky Figueroa—, Grupo Dignidad y Orgullo Sexual (DYOS), Liberho y Consuhomo en Valparaíso, y Jugongay en Concepción.
En 1992, el gobierno chileno decidió realizar las primeras campañas de prevención del sida, pese al rechazo de la jerarquía de la iglesia católica en Chile. Esto fue aprovechado por diversos colectivos para poner en el tapete el tema de la homosexualidad en el país, participando en entrevistas en periódicos —utilizando nombres falsos para ocultar sus identidades— y, por primera vez en televisión, durante el programa Unas y otras de Pamela Jiles y Delia Vergara en Televisión Nacional de Chile en 1992. Ese mismo año, por primera vez se trató la muerte de homosexuales durante la dictadura: en una marcha en conmemoración de la publicación del Informe Rettig sobre las violaciones a los derechos humanos entre 1973 y 1990, realizada el 4 de marzo de 1992, diez homosexuales enmascarados y de luto portaron un lienzo con el mensaje «Por nuestros hermanos caídos - Movimiento de Liberación Homosexual» mientras marchaban, recibiendo muestras tanto de apoyo como de rechazo por otros manifestantes. Un año después, en la marcha organizada por la Agrupación de Familiares de Detenidos Desaparecidos el 4 de marzo para conmemorar el segundo aniversario de la publicación del Informe Rettig, más de 300 homosexuales y travestis participaron por primera vez a cara descubierta, logrando gran repercusión mediática.
Del 24 al 28 de noviembre de 1992 se realizó en El Canelo de Nos (San Bernardo) el encuentro denominado Reflexión Lésbico-Homosexual de América del Sur, que fue la primera reunión formal de agrupaciones LGBT de la región. El 15 de junio de 1993 se inician las emisiones de Triángulo abierto, primer programa radial chileno emitido dedicado exclusivamente a la diversidad sexual en el país, el cual se mantuvo en el aire hasta 2007.

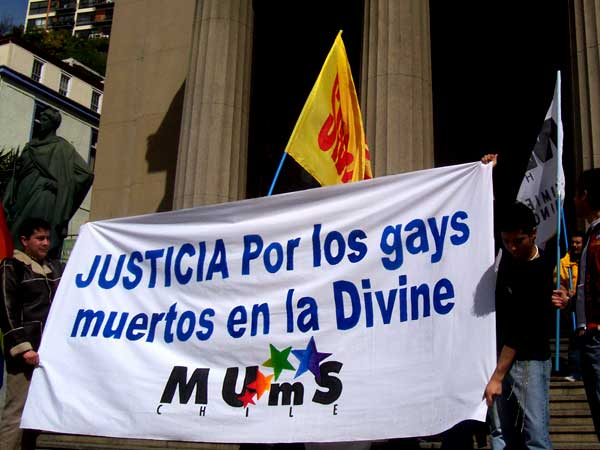
Miembros del Movimiento Unificado de Minorías Sexuales (MUMS) protestando fuera de los juzgados de Valparaíso por el incendio de la discoteca Divine.

Pese a estos signos de apertura, no cambiaron los prejuicios contra la homosexualidad dentro de la población chilena. El ejemplo más claro y recordado de ello fue el incendio que afectó a la discoteca Divine en Valparaíso, el 4 de septiembre de 1993, y en el cual las actitudes homofóbicas de la población se manifestaron tanto por parte de las víctimas como de las instituciones destinadas a proteger a estas. Aunque se especuló de un posible atentado, la justicia chilena cerró el caso sin culpables y solo en 2008 logró ser reabierto. Algunos estudios de opinión realizados hacia fines de la década demostraban una fuerte violencia verbal y física contra los homosexuales por parte de la ciudadanía (especialmente desde y hacia hombres), mientras que la prensa, si bien ya no realizaba descalificativos directos como antaño, mantenía discursos enjuiciantes y condenatorios a través de la ironía y otras formas implícitas. Un estudio de opinión pública determinó que 43,6% de la población adulta de la Región Metropolitana estaba de acuerdo con la prohibición de la homosexualidad por antinatural y un 74% aceptaba «poco» o «en absoluto» la homosexualidad.
| «Creo en la libertad, pero no creo en la libertad de algunas desviaciones patológicas de la sexualidad normal. Yo me preocupo de la familia, la mujer, los hijos y que no se propague el sida». —Diputada María Angélica Cristi, durante el debate de despenalización de la sodomía. |

En este contexto, la principal lucha de las organizaciones de apoyo a las minorías sexuales fueron la despenalización de la sodomía a través de las modificaciones al Artículo 365.° del código penal chileno. El proyecto fue presentado por el gobierno con el apoyo de la coalición gobernante, la Concertación de Partidos por la Democracia, en agosto de 1993 en la Cámara de Diputados de Chile. Sin embargo, el proyecto generó un fuerte y largo debate, incluso dentro del oficialismo. En el debate se planteó desde la despenalización a la retipificación de la sodomía, la edad del sujeto pasivo y la posibilidad de contemplar a la mujer como el sujeto activo del delito, entre otras materias. Finalmente, se llegó a un acuerdo referente a restringir la sodomía como delito únicamente cuando el sujeto pasivo era un varón menor de 18 años de edad. Si bien la reforma legal promulgada en junio de 1999 legalizó definitivamente la homosexualidad en Chile, el mantenimiento en caso de menores de edad ha sido criticada hasta la fecha como discriminatorio, pues para relaciones heterosexuales la edad de consentimiento sexual era de 12 años en ese momento (aumentada posteriormente a 14 años).
En las elecciones municipales de 1996, se presentaron las primeras candidaturas homosexuales en las comunas de Santiago, Concepción y Antofagasta con el apoyo del MOVILH y el Centro Lambda, aunque sin éxito. Este acuerdo entre ambas organizaciones permite posteriormente la fusión de ambas que daría origen al Movimiento Unificado de Minorías Sexuales (MUMS), actualmente llamado Movimiento por la Diversidad Sexual, pero que enfrentaría una escisión que daría origen al actual Movimiento de Integración y Liberación Homosexual (Movilh). Al alero del MUMS, en 2000 se articuló Traves Chile, la primera agrupación de transgéneros en el país que alcanzaría su autonomía un año más tarde, transformándose en la primera en su tipo con un estatus jurídico-legal en Chile.
En enero de 1995 se inició la publicación de Lambda News, primera revista chilena dedicada especialmente al público LGBT, desarrollada por el Centro Lambda Chile y que estaba enfocada principalmente en entregar informaciones sobre la prevención y atención del VIH/SIDA.

### Procesos de apertura social
Con el advenimiento del siglo XXI, la aceptación de la homosexualidad comenzó a aumentar rápidamente en la población chilena y las muestras públicas de homofobia comenzaron a declinar. La influencia de la televisión fue de gran importancia para ello: algunos rostros conocidos del mundo artístico salieron del clóset, visibilizando la existencia de homosexuales para una parte importante de la ciudadanía, dando paso luego a programas (principalmente, de ficción) que mostraban la vida de personajes homosexuales. El primer hito al respecto fue la sitcom Vivir al día de La Red, emitida en 1998 y que por primera vez presentaba un personaje homosexual (interpretado por Nicolás Huneeus) que poseía pareja, salía del clóset con su grupo de amigos y no era caricaturizado en la historia. Otro hito importante fue la telenovela Machos, producida en 2003 por Canal 13 y la primera en contar con un rol protagónico de un homosexual. Pese a que Machos no mostró explícitamente la vida homosexual del personaje interpretado por Felipe Braun, dejó de lado la caricaturización de la homosexualidad presente en producciones anteriores, aunque con una conservadora aproximación, y permitió la aparición de otros personajes sexualmente activos, en el contexto de la principal señal televisiva católica del país, la cual en ese entonces pertenecía todavía en su totalidad a la Pontificia Universidad Católica de Chile. Televisión Nacional de Chile casi simultáneamente con su teleserie Puertas adentro producida en 2003, mostró una pareja de homosexuales, interpretada por Luis Alarcón y José Soza, que ha ocultado su atracción por años, hasta que aparecen unas cartas y su relación se conoce, enfrentando la discriminación y el rechazo de la gente. Así mismo lideró el proceso en las telenovelas nocturnas locales, los productos de mayor consumo televisivo en el país: Los treinta mostró el primer beso entre hombres en horario prime en 2005, y El señor de La Querencia a la primera pareja lésbica en 2008. Al año siguiente, ¿Dónde está Elisa?, la nocturna más vista en la historia de la televisión chilena, fue la primera en mostrar una relación sexual entre dos hombres, y, además, fue la trama que terminó de consagrar al escritor homosexual Pablo Illanes. En tanto, la vespertina Cómplices (2006) trajo a la primera pareja homosexual de relevancia en una telenovela y Los exitosos Pells (2009) fue la primera telenovela chilena en mostrar un beso entre dos hombres en horario apto para menores.
En los primeros años de los años 2000, nacen además los primeros sitios digitales para lesbianas en Chile. Uno de ellos fue la revista digital de cultura lesbiana Rompiendo el Silencio fundado por la periodista Érika Montecinos. Posteriormente, el año 2008 esta revista logra imprimirse y venderse en quioscos a lo largo de todo Chile, cuya última edición fue impresa en el año 2010. Desde febrero de 2013, el grupo que organizaba la publicación de la revista se convierte en la Agrupación Lésbica Rompiendo el silencio siendo una de las principales organizaciones en la actualidad que lucha por los derechos humanos y la visibilidad de las mujeres lesbianas y bisexuales. Algunos de sus logros son haber incorporado en el plan de acción de violencia hacía las mujeres 2014-2015, la violencia contra las mujeres por su orientación sexual y haber presentado en conjunto con otras organizaciones lesbofeministas (Visibles, Corporación Humanas, Familia es Familia), el proyecto de ley de derechos de filiación para hijos de parejas del mismo sexo. En mayo de 2002 surge OpusGay, primer periódico impreso dedicado principalmente al público LGBT chileno, que editó 8 números hasta diciembre del mismo año y posteriormente continuó como periódico digital, apoyado por el Movilh.
La sociedad chilena aumentó fuertemente su tolerancia, dentro de lo aceptable, y se puede decir que de a poco dejó de condenar, de manera general, como un conjunto, a la homosexualidad y las personas homosexuales, aunque las expresiones abiertas de este tipo se mantuvieron restringidas. De acuerdo a un estudio realizado por el Pew Research Center en 2007, un 64% de los chilenos opinaba que la homosexualidad debía ser aceptada, contra un 31% de rechazo, cifras similares a las de países como Italia (65%), Brasil (65%) y México (60%), superiores a las de Perú (51%), Estados Unidos (49%), Venezuela (47%) y Polonia (45%), pero inferiores a las de Argentina (72%) y gran parte de Europa (desde un 86% en Suecia hasta un 71% en el Reino Unido). La tendencia además aumenta en los jóvenes: un 76% de las personas entre 18 y 39 años está en favor de la aceptación del "estilo de vida homosexual", contra un 56% de los mayores de 40 años.

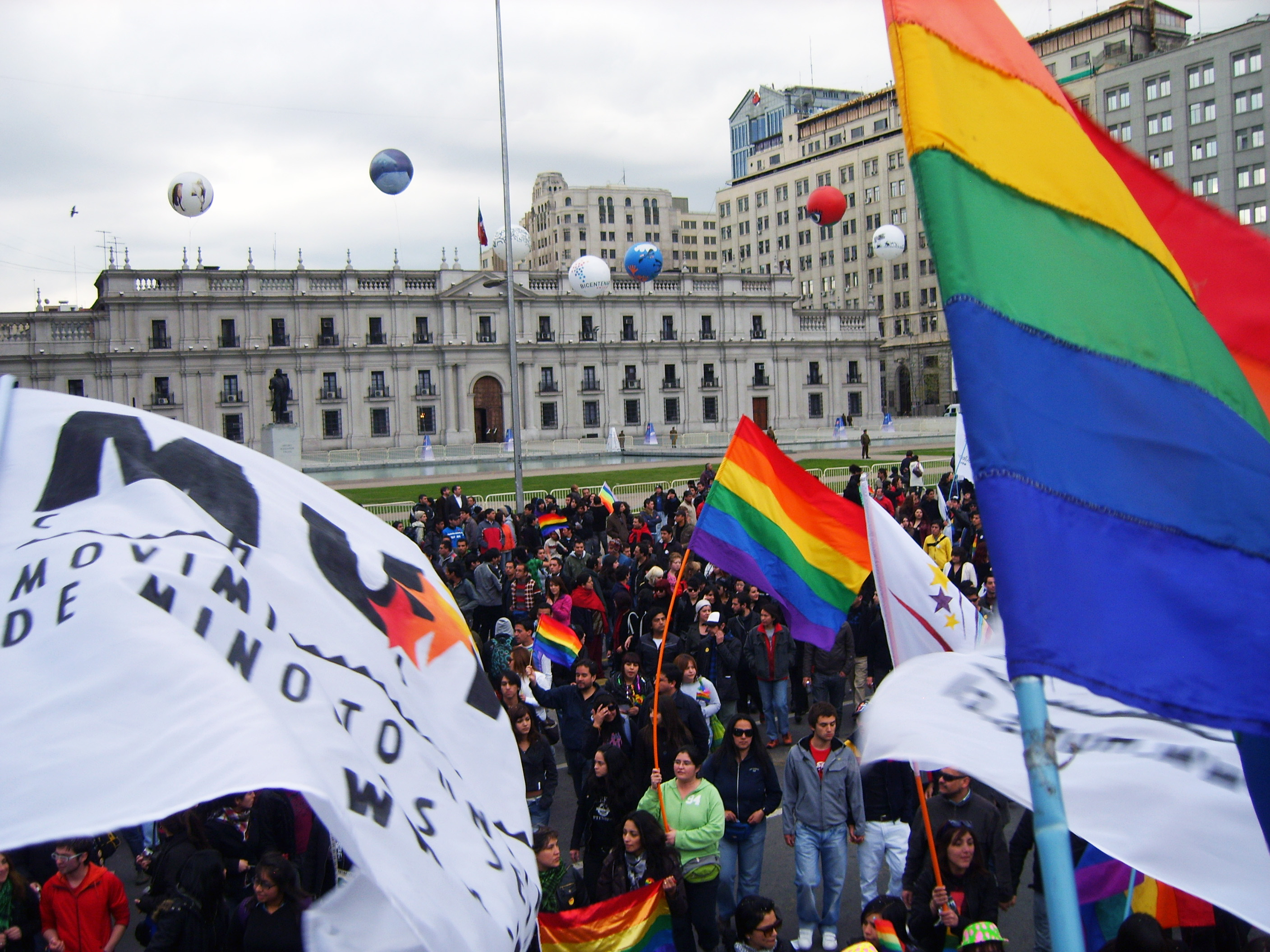
Aunque tímidamente iniciadas durante los años 1990, en la década siguiente las marchas del orgullo gay y otras manifestaciones se han ampliado y desarrollado en libertad, especialmente en el centro de Santiago (como en el Palacio de La Moneda).

Las marchas del orgullo gay que comenzaron tímidamente a fines de la década de 1990, lograron mayor relevancia. La primera marcha del orgullo en Santiago se realizó a lo largo de la Alameda el 27 de junio de 1999, en conmemoración del Día Internacional del Orgullo LGBT. Esta fecha, sin embargo, fue trasladada al año siguiente al mes de septiembre para evitar el invierno austral. En paralelo, Movilh organizó la «Gay Parade» en noviembre. En sus primeros años, estos eventos no superaron las 5000 personas, pero a medida que mejoró la aceptación dentro de la sociedad, el número de asistentes creció. En 2010, la «Gay Parade» congregó a más de 40 000 asistentes en el Paseo Bulnes, y este tipo de eventos se replicaron en otras ciudades de Chile, aunque a menor escala.
De igual forma, el «ambiente gay» en Chile ha aumentado considerablemente durante los años 2000, concentrándose principalmente en Santiago de Chile, el Gran Valparaíso y en el Gran Concepción en menor grado, aunque notoriamente más bajo que en las grandes ciudades de países cercanos, como Buenos Aires o Río de Janeiro. Las discotecas santiaguinas se concentran en el sector del Barrio Bellavista y el Barrio Lastarria.
Durante la campaña presidencial para las elecciones de 2009, todos los candidatos se mostraron favorables a impulsar una legislación en favor del reconocimiento de las uniones de hecho, tanto homosexuales como heterosexuales, que beneficiaría a cerca de 2 millones de personas.
En 2011, grupos a favor de los derechos del colectivo LGBT convocaron a la «Marcha por la igualdad» el 25 de junio; de acuerdo a cifras no oficiales, esta convocó alrededor de 50 mil personas a lo largo de la Avenida Libertador Bernardo O'Higgins para demandar, entre otras cosas, que «se reconozca la unión civil de parejas gais». En octubre, la Iglesia evangélica Luterana manifestó su apoyo al proyecto de Acuerdo de Vida en Pareja (AVP), lo que fue calificado por el Movilh como «un gesto de reconocimiento inédito de parte de una institución religiosa hacia la diversidad sexual». El mismo año, el expresidente de la Juventud Renovación Nacional, Óscar Rementería, asumió públicamente su homosexualidad, convirtiéndose en uno de los primeros políticos de derecha en realizar ese tipo de declaraciones. Posteriormente se incorporó a la vocería del Movilh.
En las elecciones municipales de 2012 fueron elegidos como concejal Jaime Parada por Providencia y Miguel Garcés por la comuna de Antuco, convirtiéndose en los primeros hombres abiertamente gay en asumir un cargo público en Chile. En la comuna de Valparaíso fue elegida como concejala la transgénero Zuliana Araya, y en Lampa fue reelegida la mujer transgénero Alejandra González Pino.
El 17 de mayo de 2013, en el marco de las celebraciones del Día Internacional contra la Homofobia y la Transfobia, y de manera inédita en el país, las comunas de Providencia, Santiago, La Reina, Independencia, San Antonio y Coquimbo izaron la bandera arcoíris en sus respectivas municipalidades. El 28 de junio realizó lo mismo la municipalidad de Antofagasta en el marco del Día Internacional del Orgullo LGBT. En 2014 el número de comunas que realizó dicha actividad aumentó a 25, y en 2015 a 37, incluyendo además en dicho año de forma inédita las sedes del Partido Humanista y Renovación Nacional.
En las elecciones parlamentarias de 2013 Claudio Arriagada (militante del Partido Demócrata Cristiano) se convirtió en el primer candidato abiertamente homosexual en ser elegido como diputado. Arriagada había asumido su homosexualidad en julio del mismo año.
El 27 de agosto de 2014, el marino Mauricio Ruiz fue el primer militar chileno en reconocer públicamente su homosexualidad y contó con el apoyo de sus superiores.
El 17 de mayo de 2016, el Palacio de La Moneda se transformó en la primera sede de gobierno de América Latina (y la segunda en América después de la Casa Blanca) en iluminarse con los colores del arcoíris en conmemoración al Día Internacional contra la Homofobia y la Transfobia.
En las elecciones municipales de 2016, cuatro hombres abiertamente homosexuales y dos mujeres transgénero fueron elegidos como concejales por primera vez en sus respectivas comunas: Ricardo Tróstel en Concepción, Ricardo Cantín en Coyhaique, Hernando Durán Palma en Talca, Esteban Barriga en Temuco, Juliana Bustos Zapata en Collipulli y Almendra Silva Millalonco en la comuna de Cisnes. Por su parte, Jaime Parada y la transgénero Zuliana Araya fueron reelegidos como concejales para el período 2016-2020.

#### Aprobación del matrimonio igualitario

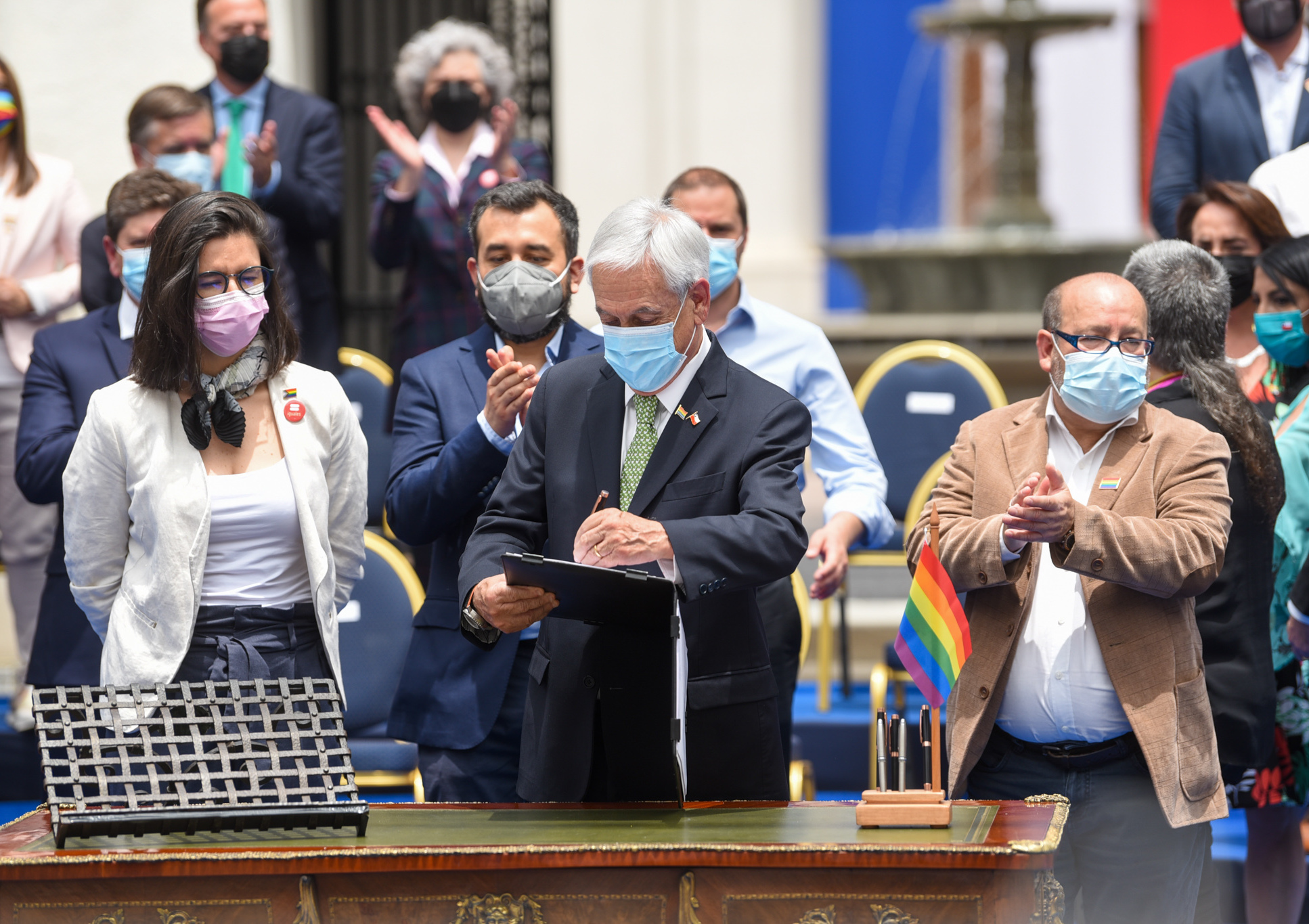
Promulgación de la Ley de Matrimonio Igualitario en el Palacio de La Moneda el 9 de diciembre de 2021.

En 2017 según una encuesta realizada por Cadem, el 64% de los chilenos se muestra a favor del matrimonio igualitario, los más reacios al matrimonio igualitario, tal y como se desprende de la citada encuesta, son los evangélicos: con un 41% a favor y un 28% en contra. Entre los católicos, los partidarios ascienden al 66%. Aunque son los chilenos que se declaran como agnósticos o ateos los que de forma más mayoritaria apoyan el matrimonio entre personas del mismo sexo: concretamente, un 71% de ellos. Otra encuesta, publicada por el Centro de Estudios Públicos (CEP) en junio de 2017, señalaba que el 40 por ciento apoya y un 39 por ciento rechaza el matrimonio entre personas del mismo sexo, mientras que un 34 por ciento de los encuestados cree que una pareja de hombres homosexuales debe tener derecho para adoptar, mientras que un 65 por ciento cree que solo un padre y una madre pueden criar a un niño. En paralelo, un 37 por ciento cree que una pareja del mismo sexo puede criar a un niño igual que los heterosexuales.
El 28 de agosto de 2017 la presidenta Michelle Bachelet envió al Congreso Nacional el Proyecto de Ley de Matrimonio Igualitario, dando cumplimiento a una de sus promesas de campaña; esta medida también se consideró como parte del «Acuerdo de Solución Amistosa», suscrito en 2016 entre el Estado de Chile y el Movimiento de Integración y Liberación Homosexual (Movilh), luego de que este último demandó ante la Corte Interamericana de Derechos Humanos (CIDH) al Estado chileno por la prohibición del matrimonio homosexual en su ordenamiento jurídico. Luego de varios años de tramitación legislativa, fue aprobado definitivamente el 7 de diciembre de 2021 por ambas cámaras del parlamento chileno, siendo despachado para su promulgación por parte del presidente de la República (ocurrida dos días después) y la publicación en el Diario Oficial de la República de Chile, la cual ocurrió el 10 de diciembre, y entró en vigencia el 10 de marzo de 2022, siendo las primeras uniones del mismo sexo registradas las de Javier Silva con Jaime Nazar, y la de Consuelo Morales con Pabla Heuser.
El 25 de febrero de 2023 se celebró la primera boda entre personas del mismo sexo de acuerdo a los ritos de la religión mapuche y la primera de una perteneciente a los pueblos indígenas de Chile. La ceremonia, en la que se reconoció el vínculo de una pareja compuesta por dos mujeres de 43 y 44 años, tuvo lugar en un bosque nativo en las proximidades de Villa Almagro, comuna de Nueva Imperial, en la Región de La Araucanía, y fue dirigida por un machi como un wefún, la ceremonia de bendición para contraer matrimonio en dicha cultura aborigen.

#### Adopción homoparental
Con respecto a la adopción homoparental, han ocurrido diversos avances legales en la materia. El 5 de julio de 2017 el Séptimo Juzgado Civil de Santiago ordenó al Servicio de Registro Civil e Identificación la inscripción de dos niños como hijos de dos hombres; la pareja chileno-estadounidense adoptó a ambos niños en 2014 en Connecticut, Estados Unidos. La sentencia fue refrendada en julio de 2019 por la Corte de Apelaciones de Santiago. Finalmente, el 26 de junio de 2020, el Registro Civil inscribió a ambos padres en el acta de nacimiento de ambos hijos. El 8 de junio de 2020, el Segundo Juzgado de Familia de Santiago ordenó al Registro Civil inscribir en el certificado de nacimiento a un niño como hijo de dos mujeres. La pareja se sometió a una técnica de reproducción asistida para tener a su hijo. En septiembre de 2020, un fallo de la Corte de Apelaciones de Iquique reconoció la maternidad de una mujer transgénero en el certificado de nacimiento de su hijo de 13 años.
A partir del 10 de marzo de 2022 es legal la adopción conjunta y la filiación homoparental, luego de la entrada en vigencia de la Ley 21.400 de Matrimonio Igualitario, la cual garantiza la no discriminación por orientación sexual e identidad de género para efectos de custodia de hijos o hijas, filiación y adopción, estén o no las parejas unidas en matrimonio o hubieren tenido o no a sus hijos mediante fertilización humana asistida. Además, se reconoce la maternidad de mujeres transgénero y la paternidad de hombres transgénero en los certificados de nacimiento de sus hijos. Considerando que a través del matrimonio las parejas del mismo sexo pueden acceder a roles parentales, la ley modifica en el Código Civil la referencia a "los padres", utilizándose en su reemplazo la expresión "progenitores". Se entenderán como tales a su madre y/o padre, sus dos madres, o sus dos padres. También se determina que el orden de los apellidos de los hijos de las parejas del mismo sexo lo definen ellos mismos como progenitores y, si no hay acuerdo, el Registro Civil lo someterá a sorteo.

### Casos de homofobia

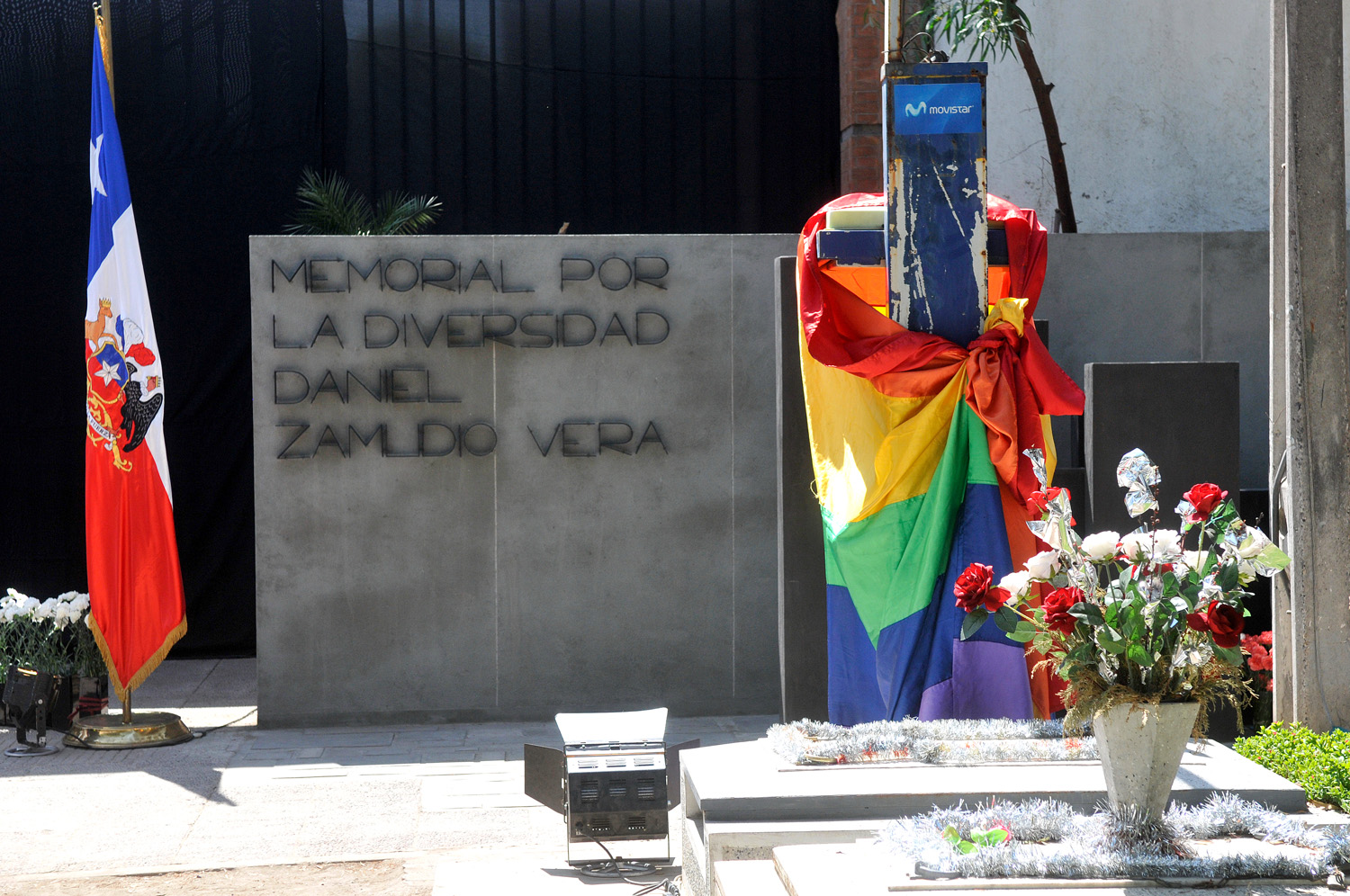
Memorial por la Diversidad Daniel Zamudio Vera en Santiago tras el fallecimiento del joven que fue víctima de ataques homofóbicos en 2012.

En Chile, de acuerdo al "XIV Informe Anual de los Derechos Humanos de la Diversidad Sexual", elaborado por el Movimiento de Integración y Liberación Homosexual, entre 2002 y 2015 fueron reportados 1623 casos donde están involucradas la homofobia y la transfobia. Treinta y dos de esos casos fueron asesinatos, mientras que los demás incluyeron ataques físicos, discriminación laboral y escolar, acosos, abuso policial, declaraciones homofóbicas, entre otros.
Aún existen altos grados de homofobia por parte de diversas instituciones en Chile. La Iglesia Católica en Chile y algunas comunidades evangélicas han manifestado su rechazo a la apertura hacia la homosexualidad, mientras el Movilh las ha calificado dentro de las instituciones chilenas con mayor grado de homofobia junto a la Corte Suprema, el Tribunal Constitucional y el partido político de derecha Unión Demócrata Independiente (UDI).
Diversos casos de homofobia han aparecido en el país durante los últimos años, siendo los más conocidos el caso de los jueces Karen Atala y Daniel Calvo. Atala perdió la custodia de sus hijos en 2003 por convivir con su pareja lésbica y el caso actualmente está en la Comisión Interamericana de Derechos Humanos debido a la discriminación manifestada por su orientación sexual. En el caso de Calvo, éste fue alejado de su investigación en el Caso Spiniak (sobre prostitución infantil) tras ser captado por una cámara escondida de Chilevisión ingresando a un sauna gay, y suspendido por 4 meses de su cargo de ministro de la Corte de Apelaciones de Santiago, finalmente fue trasladado a la 4.ª Fiscalía Judicial del Corte de Apelaciones de Santiago, es decir, dejó su puesto de ministro de Corte y asumió funciones auxiliares en el mismo tribunal.

#### Asesinato de Daniel Zamudio

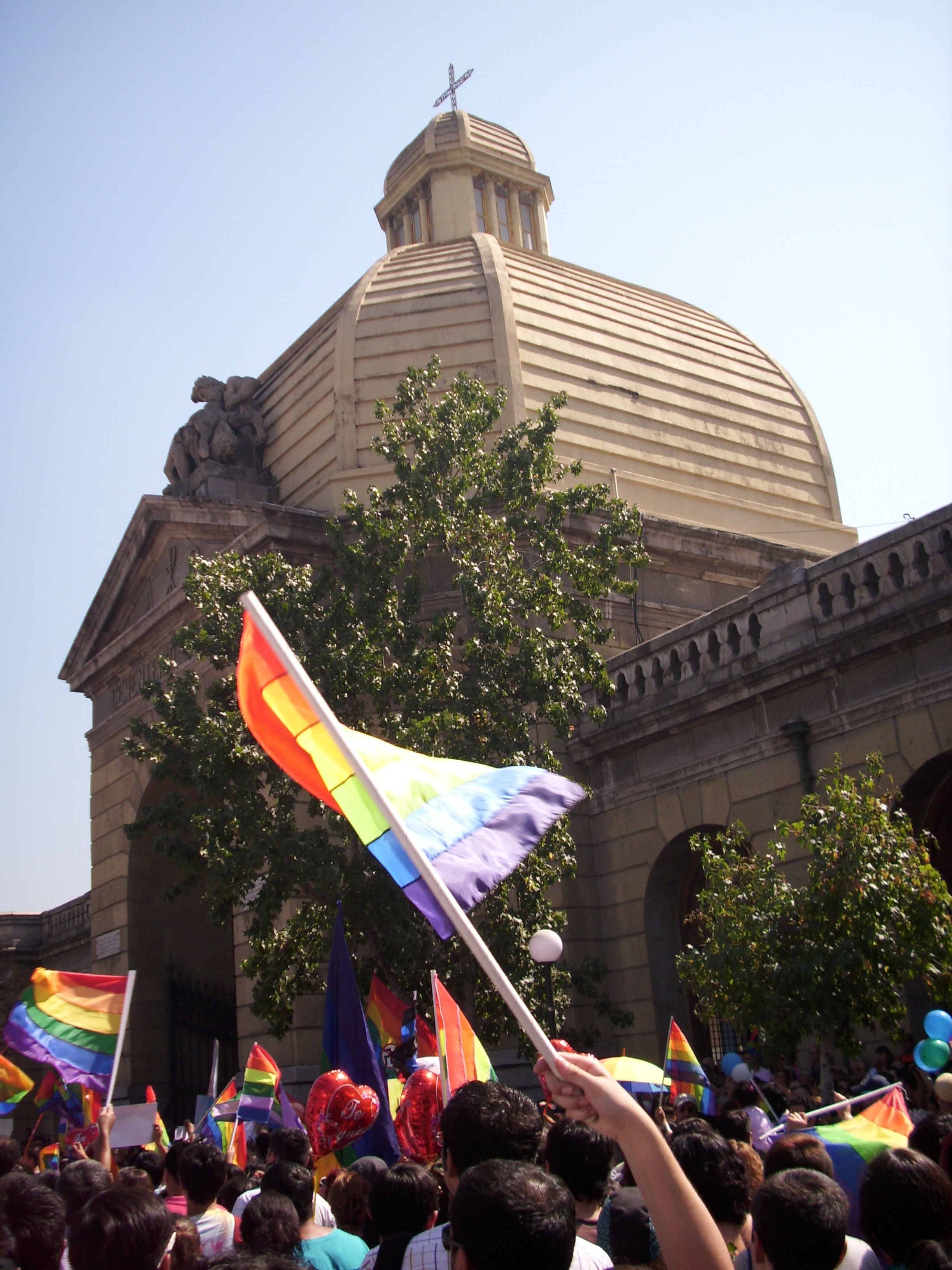
Banderas arcoíris flameando durante el funeral de Daniel Zamudio.

Uno de los casos más emblemáticos de homofobia ocurrió en marzo de 2012, cuando el joven Daniel Zamudio fue atacado y torturado por un grupo homofóbico en el Parque San Borja, en el centro de Santiago. Tras 25 días internado, falleció producto de las graves heridas. El ataque a Zamudio generó una ola de indignación transversal en la sociedad chilena y puso en el tapete por primera vez la necesidad de detener la homofobia y los delitos de odio contra las minorías sexuales. La repercusión llegó a niveles inesperados y el presidente Sebastián Piñera repudió directamente el hecho y reafirmó el compromiso de su gobierno con terminar con los crímenes de odio. El caso fue tratado por organizaciones internacionales como la Comisión Interamericana de Derechos Humanos, quien instó al Gobierno chileno investigar los hechos de manera «inmediata y seria», mientras la Oficina del Alto Comisionado de las Naciones Unidas para los Derechos Humanos (ACNUDH) publicó una nota llamando a las autoridades chilenas a legislar en contra de la discriminación siguiendo estándares internacionales.
Tras encontrarse con la familia del fallecido, el ministro Rodrigo Hinzpeter anunció que pondrían suma urgencia al proyecto de Ley Antidiscriminación que se discutía en el Congreso Nacional desde 2005. El Movilh valoró el anuncio, sin embargo, manifestó que no se debía aprobar «cualquier ley», pues el proyecto que estaba en discusión presentaba diversas falencias. En noviembre de 2011, el artículo 2.º del proyecto, que incluía referencia a minorías sexuales, fue votada a favor por 23 senadores —incluyendo 7 PDC, 3 RN y 1 UDI— y en contra por 13 senadores —1 DC, 6 RN y 6 UDI—.

## Estallido social, procesos constituyentes y avances posteriores (2019-presente)

### Estallido social de 2019

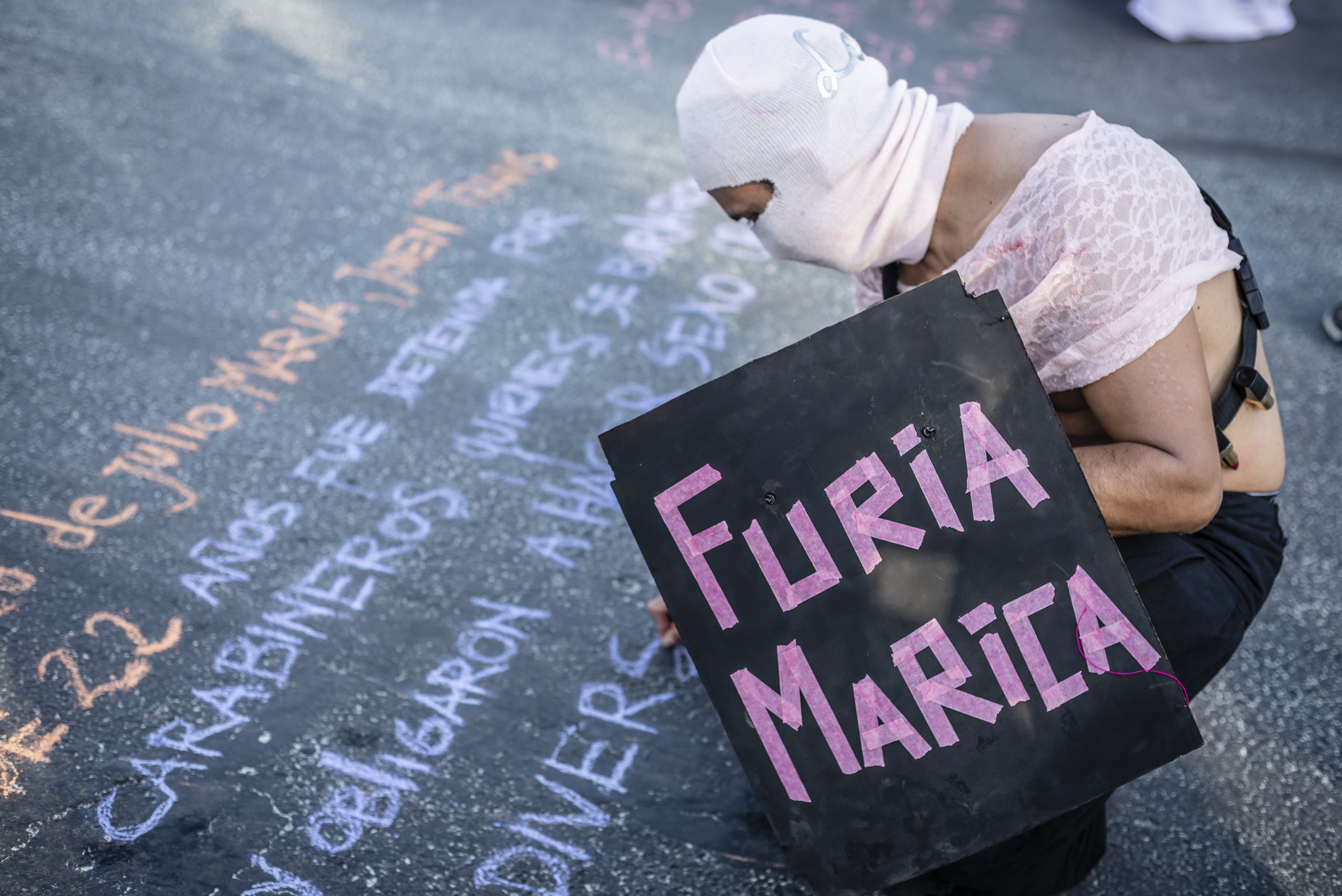
El trato a la diversidad sexual en Chile durante el estallido social pareciera ser especialmente degradante, sobre todo en el ámbito de violencia sexual En la fotografía, manifestante relatando una cruel detención de un joven transexual por parte de Carabineros de Chile.

En octubre de 2019 estalla en Chile la mayor revuelta social tras el fin de la dictadura militar. Luego de la declaración de Estado de emergencia y toque de queda en la mayor parte de la población chilena surgieron diversas denuncias de abusos y excesos ejercidos por las Fuerzas Armadas y Carabineros de Chile. El Instituto Nacional de Derechos Humanos (INDH) y las unidades de Derechos Humanos de la Policía de Investigaciones y del Ministerio Público canalizaron dichas denuncias.
Si bien entre los excesos identificados son varios, se encuentran los siguientes específicamente dirigidos contra la población de la diversidad sexual:
- golpizas, humillaciones y amenazas de violación a detenidos[229][230]
- ataques homofóbicos, violaciones y torturas contra personas homosexuales[231]
- violencia específica contra mujeres y personas LGBT+.[227]

### Pandemia de COVID-19
Producto de la pandemia de COVID-19, las relaciones personales entre integrantes de la diversidad sexual se vieron afectadas; en abril y julio de 2020 y en abril de 2021 el Movimiento de Integración y Liberación Homosexual (Movilh) realizó tres estudios para medir el impacto de la pandemia en la comunidad LGBT del país, y el sondeo realizado en julio de 2020 reveló que el 47% de las personas encuestadas reportaron un aumento de los conflictos con integrantes de sus familias o de convivencia con vecinos debido a su orientación sexual o identidad de género. En julio de 2020 el Movimiento por la Diversidad Sexual (MUMS), en conjunto con la Universidad Alberto Hurtado y la Universidad Católica del Norte, presentó un estudio sobre el impacto del COVID-19 en la salud mental de la población LGBT, que señaló cambios en las condiciones de vida de los encuestados y un incremento de los casos de discriminación al interior de las familias.
El 21 de junio de 2020 fue presentado oficialmente el Museo Di, un museo virtual que se convirtió en la primera experiencia museográfica destinada a rescatar y presentar la historia LGBT del país.
Debido al confinamiento por la pandemia de COVID-19 en Chile, el 28 de junio de 2020 se realizó por primera vez la Marcha del Orgullo en Chile de manera virtual, mediante presentaciones en video a través del canal de YouTube del Movilh. Al año siguiente, la agrupación anunció el 8 de octubre que la Marcha del Orgullo se realizaría nuevamente de manera presencial el 13 de noviembre en la Plaza Baquedano; en dicha ocasión asistieron más de 150 mil personas y contó con la presencia de Elisa Loncon, presidenta de la Convención Constitucional, además de los convencionales constituyentes Pedro Muñoz Leiva, Gaspar Domínguez, Bessy Gallardo y Tomás Laibe, y la alcaldesa de Melipilla, Lorena Olavarría, primera autoridad comunal abiertamente de la diversidad sexual elegida en el país.

### Proceso constituyente de 2021-2022
Como parte del proceso constituyente en Chile, y tras los resultados de las elecciones del 15 y 16 de mayo de 2021 que definieron la composición de la Convención Constitucional que redactará una nueva carta magna, el 28 de junio del mismo año un grupo de 8 convencionales constituyentes representantes y dirigentes de la comunidad LGBT (Jeniffer Mella, Bessy Gallardo, Valentina Miranda, Rodrigo Rojas Vade, Javier Fuchslocher, Pedro Muñoz Leiva, Gaspar Domínguez y Tomás Laibe) conformaron la «Red Disidente Constituyente», destinada a coordinar la visibilidad y representación de la diversidad sexual en dicho organismo.
El 27 de junio de 2021 fue creada la articulación «Disidencias Constituyentes», que tras el inicio del debate constituyente fue renombrada el 31 de julio como «Disidencias Unidas Reconstruyendo Alianzas Sexopolíticas» (DURAS), la cual hacia fines de 2021 reunía a 42 organizaciones LGBT del país y que presentó 3 iniciativas populares de normas constitucionales, destinadas a reconocer las comunidades y las diferentes formas de familia, garantizar el derecho a la identidad, y el derecho a la igualdad, no discriminación y no sometimiento.
En las elecciones municipales de mayo de 2021 fueron elegidos por primera vez un alcalde y una alcaldesa abiertamente gay y lesbiana, respectivamente: Johnny Piraino Meneses en La Calera y Lorena Olavarría Baeza en Melipilla. Posteriormente, en las elecciones parlamentarias del 21 de noviembre son elegidas por primera vez dos diputadas bisexuales (Camila Musante y María Francisca Bello), una lesbiana (Marcela Riquelme) y una mujer transgénero (Emilia Schneider).

#### Propuesta de Constitución de 2022
La propuesta de Constitución Política de la República de Chile de 2022 aportaba una serie de elementos largamente reclamados por la diversidades y disidencias sexuales y de género y que son considerados a lo largo del documento completo.
Siendo el reconocimiento de las diversidades y disidencias sexuales y de género un principio rector del texto, este estableció que en todos los órganos colegiados del Estado la mitad de sus miembros sean mujeres, además de garantizar el mismo trato y condiciones para las mujeres, niñas y diversidades y disidencias sexogenéricas ante todos los órganos estatales y espacios de organización de la sociedad civil (aquello no implicaría un cupo supernumerario para personas de la diversidad, trans y no binarias, más bien busca “señalar que el total de mujeres y hombres no puede corresponder única y exclusivamente a mujeres y hombres cis-hetero género)".
La propuesta de Constitución Política establece el derecho a una vida libre de violencia de género, establece que los tribunales deberán tomar en consideración el enfoque de género al momento de fallar sus causas (señalando que la justicia debe “adoptar todas las medidas para prevenir, sancionar y erradicar la violencia contra mujeres, disidencias y diversidades sexogenéricas, en todas sus manifestaciones y ámbitos” y establece los derechos sexuales y reproductivos, incluyendo la interrupción del embarazo (sin distinción de género, reconociendo a las personas transgénero) en los términos que, a futuro, determine la ley.
La propuesta, reconoce todas las formas de familia, también señala el derecho a la igualdad y no discriminación; ella “asegura el derecho a la protección contra toda forma de discriminación” en diversas causas, entre las cuales menciona a la “orientación sexual o afectiva, identidad y expresión de género”, asegurando su participación en condiciones de igualdad sustantiva. También establece el derecho al pleno reconocimiento de su identidad, incluyendo características asociadas al sexo, género y orientaciones afectivas. Además, se posiciona la violencia estructural hacia la comunidad LGBTQ+ en lugares específicos, combatiendo los crímenes de odio.
Dicho reconocimiento son elementos innovadores a nivel constitucional; algunos constitucionalistas a nivel internacional plantean que dichas iniciativas podrían convertirse en referentes para otras constituciones a futuro y si hubiese sido aprobada, habría sido la primera Constitución en el mundo en donde se reconocía de forma explícita a dicha población, garantizando la protección hacia las disidencias sexogenéricas como ningún país en el mundo.

### Reconocimiento a las personas no binarias

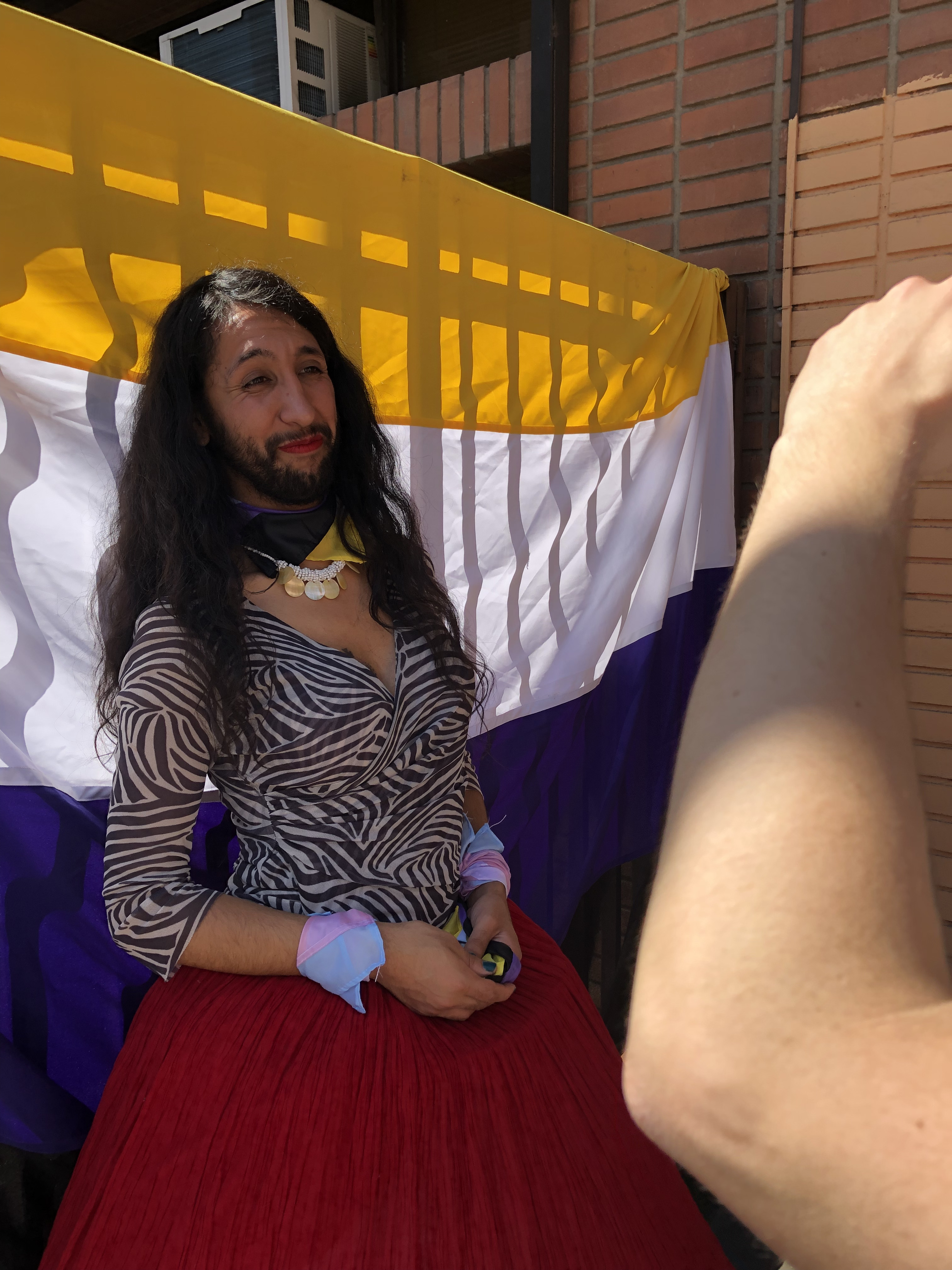
Shane Cienfuegos, la primera persona adulta en ser reconocida como no binaria en Chile, el día en que recibió su nueva cédula de identidad.

En el intertanto del proceso constituyente, en 2022 se produjeron dos hitos para el reconocimiento de las personas no binarias: el 25 de abril un fallo del Tercer Juzgado de Familia de Santiago ordenó al Servicio de Registro Civil e Identificación modificar el nombre de un adolescente e identificarlo en su sexo registral como no binario, siendo la primera resolución judicial de su tipo en el país. Un mes después, el 25 de mayo, la jueza titular del Primer Juzgado Civil de Santiago, Isabel Zúñiga Alvayay, emitió un fallo en el que ordena al Servicio de Registro Civil rectificar la partida de nacimiento de Indra Ferrari, tanto respecto del nombre como del sexo registral y ordena reconocerla como persona no binaria, utilizando respecto de esta categoría el marcador "X"; la sentencia se convirtió en la primera que reconoce legalmente a una persona mayor de edad como no binaria.
El 14 de octubre de 2022 fue entregada por primera vez una cédula de identidad a una persona identificada como no binaria; el Servicio de Registro Civil e Identificación de Chile le otorgó su nuevo documento de identidad a Shane Cienfuegos luego de una sentencia judicial hecha por la Corte de Apelaciones de Santiago, y en el campo destinado a su sexo está identificado con una letra X. Por otra parte, el primer pasaporte chileno con marcador de género no binario fue otorgado a Valentino Victoria Liberona el 16 de mayo de 2023.

### Igualación de la edad de consentimiento
El 24 de marzo de 2021 fue ingresado a la Cámara de Diputadas y Diputados el «Proyecto de Ley que Modifica el
Código Penal para reforzar la Protección Penal de la Infancia»; posteriormente, durante su discusión en la comisión de Constitución, Legislación, Justicia y Reglamento el 17 de junio fue ingresada una moción presentada por los diputados Matías Walker y Marcos Ilabaca (con el apoyo de Karol Cariola y Leonardo Soto) para derogar el artículo 365 del Código Penal de Chile, siendo aprobada en la comisión el 1 de julio y en el pleno de la Cámara el 28 de julio del mismo año.
El 3 de agosto de 2021 el proyecto inició su segundo trámite legislativo en la Comisión de Constitución del Senado, siendo aprobado en julio del año siguiente; el 2 de agosto de 2022 el proyecto fue aprobado en el pleno del Senado, y el 16 de agosto de 2022 fue aprobado en su último trámite en el Congreso Nacional —mediante la Cámara de Diputadas y Diputados— la derogación del artículo 365 del Código Penal, igualando la edad de consentimiento entre personas heterosexuales y homosexuales, con lo que el proyecto fue promulgación por parte del presidente de la República y publicado en el Diario Oficial el 24 de agosto.